# Crociata

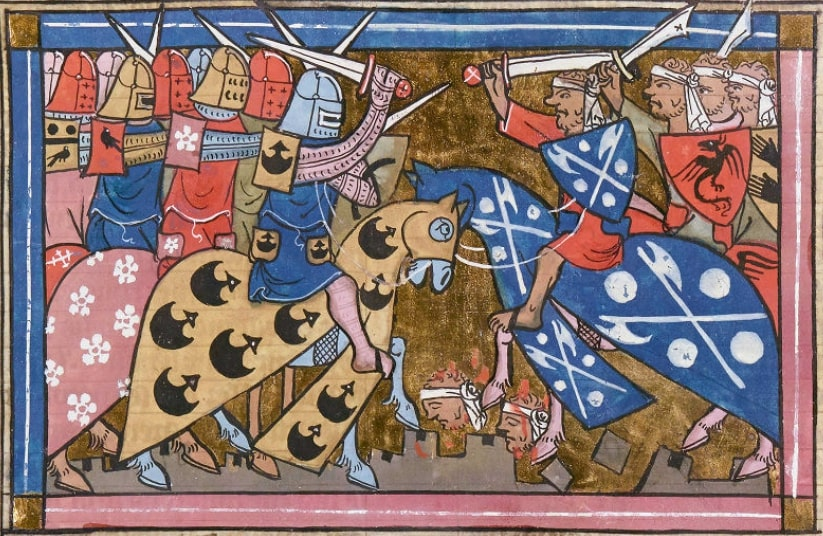
Una battaglia della seconda crociata; illustrazione tratta da Histoire d'Outremer di Guglielmo di Tiro

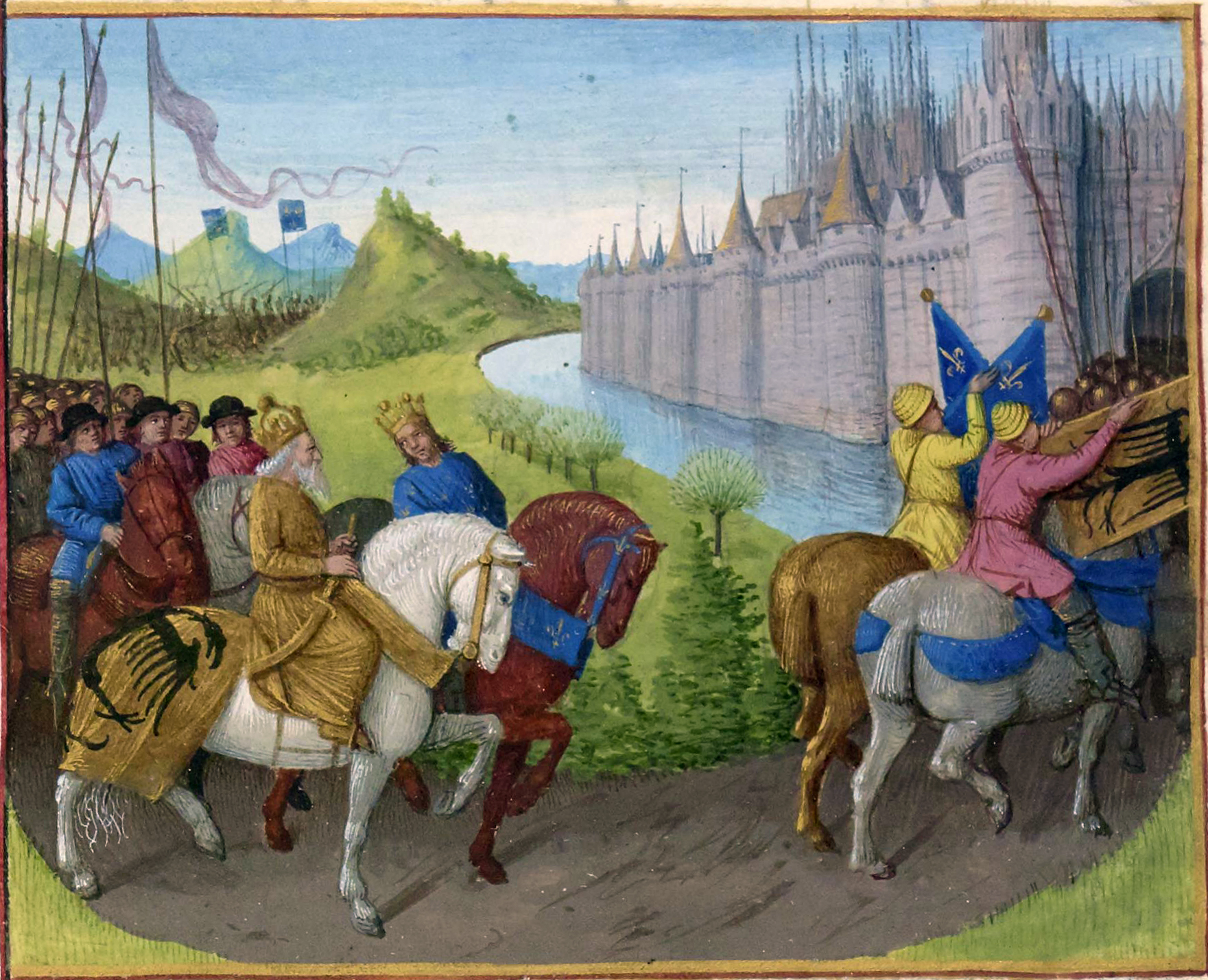
Arrivo dei crociati a Costantinopoli

Il termine crociata è attribuito primariamente alla serie di guerre promosse dalla Chiesa di Roma, combattute tra l'XI e il XIII secolo.
Le più note sono le campagne avvenute nel Vicino Oriente, volte a riconquistare la Terra santa dal dominio islamico, principalmente sul terreno dell'Anatolia e del Levante nel Mediterraneo orientale, ma anche in Egitto e in Tunisia. Tuttavia gli storici utilizzano il termine "crociata" anche per altre campagne volute dalla Chiesa di Roma per una serie di motivi diversi, tra cui sopprimere il paganesimo e i movimenti eretici, risolvere i conflitti tra gruppi cristiani rivali o per ottenere vantaggi politici e territoriali.
La prima crociata (1096-1099) venne proclamata nel 1095 da Papa Urbano II nel corso di un sermone durante il Concilio di Clermont. In esso il Papa invocava un aiuto militare all'impero bizantino e al suo imperatore Alessio I Comneno, che necessitavano di rinforzi per fronteggiare i turchi intenti a occupare l'Anatolia dopo la vittoria di Alp Arslan sull'Imperatore bizantino Romano IV Diogene a Manzicerta. Lo scopo di Urbano era quello di garantire ai pellegrini il libero accesso alla Terrasanta, dal VII secolo sotto il controllo musulmano. Gli studiosi non concordano pienamente su ciò: l'intenzione di Urbano potrebbe essere stata anche quella di condurre a riunificare la Chiesa orientale e quella occidentale della cristianità, divise dopo il grande Scisma del 1054 e di affermarsi come capo della Chiesa riunificata. Il successo iniziale della Crociata permise di istituire i primi quattro Stati crociati: la Contea di Edessa, il Principato di Antiochia, il Regno di Gerusalemme e la Contea di Tripoli.
L'entusiastica risposta alla predicazione di Urbano da parte di tutte le classi nell'Europa occidentale creò un precedente per altre crociate. I volontari divennero crociati facendo voto pubblico e ricevendo indulgenza plenaria. Alcuni speravano in un'ascensione di massa in cielo a Gerusalemme o nel perdono di Dio per tutti i loro peccati. Altri hanno partecipato per soddisfare i propri obblighi feudali, al fine di ottenere gloria e onore o cercare guadagni economici e politici.
Successivamente alla prima crociata ve ne furono diverse altre, più o meno rilevanti e numerose, tuttavia tali sforzi durati quasi due secoli per riconquistare la Terrasanta si conclusero con un fallimento. Diversamente, altre crociate non dirette verso il Vicino Oriente portarono risultati che si consolidarono nel tempo. Ad esempio, la crociata dei Venedi portò, verso la fine del XII secolo, sotto il controllo cattolico tutta la zona del Baltico nord-orientale. All'inizio del XIII secolo l'Ordine Teutonico dette vita a uno stato crociato in Prussia, mentre la monarchia francese usò la crociata contro gli Albigesi per estendere il regno fino al Mar Mediterraneo. L'ascesa dell'Impero ottomano alla fine del XIV secolo comportò una risposta militare cattolica che però si tradusse in ulteriori sconfitte a Nicopoli nel 1396 e a Varna nel 1444.
Tra gli storici convivono diverse opinioni riguardo ai crociati. Alcuni sottolineano la loro condotta incongrua con gli scopi dichiarati, come testimoniano le non infrequenti scomuniche comminate dal Papa e per i saccheggi e violenze spesso intraprese; altri invece rilevano il forte spirito religioso che animava comunque questi combattenti. In ogni caso le crociate ebbero un profondo impatto sulla civiltà occidentale.
Le città-stato italiane ottennero considerevoli concessioni in cambio dell'assistenza ai crociati e le colonie che stabilirono in oriente furono fondamentali per lo sviluppo del commercio permettendo a città come Genova e Venezia di prosperare. Inoltre consolidarono l'identità collettiva della Chiesa latina sotto la guida papale e costituirono una fonte di racconti di eroismo, cavalleria e pietà che galvanizzavano il romanticismo, la filosofia e la letteratura.
Il termine "crociata" assume in termini figurativi il concetto di una battaglia, soprattutto ideologica e di moralità, contro un uso e un'abitudine considerati un male. Il concetto ha anche una valenza positiva quando si rivolge contro delle situazioni sociali ritenute pericolose, ad esempio "la crociata contro l'analfabetismo".

## Generalità

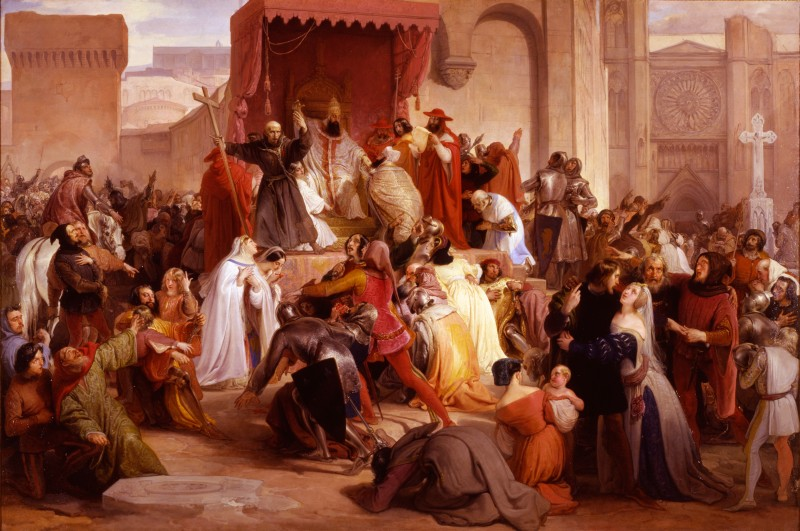
Francesco Hayez, papa Urbano II sulla piazza di Clermont predica la prima crociata

Nel 1095 Papa Urbano II invocò la prima crociata in occasione di un sermone durante il Concilio di Clermont. Egli incoraggiò un sostegno militare all'Impero Bizantino e al suo imperatore Alessio I Comneno, che necessitava di rinforzi per contrastare i musulmani che avanzavano in Anatolia. Uno degli obiettivi di Urbano fu quello di garantire ai pellegrini l'accesso ai luoghi sacri sotto il dominio musulmano, ma non tutti gli storici concordano che questa fosse la principale motivazione.
La riuscita della prima crociata, nata essa stessa come una forma di pellegrinaggio a Gerusalemme, seppure "armato", permise di fondare i primi quattro stati crociati nel Mediterraneo orientale: la contea di Edessa, il Principato di Antiochia, il Regno di Gerusalemme e la contea di Tripoli. L'iniziale successo creò un precedente favorevole per le successive spedizioni.
I volontari diventavano crociati pronunciando un voto pubblico e ricevendo così l'indulgenza plenaria. Alcuni di essi confidavano in una salita di massa in paradiso a Gerusalemme o nel perdono di Dio per i loro peccati. Altri parteciparono per ottemperare a obblighi feudali, per ottenere gloria e onore o per motivi economici e politici. Per quanto riguarda i musulmani tali conflitti si posero nell'ambito della rapida espansione politico-religiosa dei Selgiuchidi, che nell'XI secolo si proposero di invadere l'impero bizantino. I Turchi Selgiuchidi, a partire da Toghrul Beg, avevano occupato la Persia, la Georgia, l'Armenia e alcuni territori bizantini in Anatolia; dopo l'invasione dell'Armenia e la costituzione del sultanato di Rum arrivarono a progettare l'invasione di tutto l'impero bizantino e quindi della penisola balcanica.
Nei due secoli delle crociate, il tentativo di conquistare e mantenere il controllo della Terra santa si concluse con un fallimento. Dopo la Prima Crociata ce ne furono altre sei importanti e numerose altre meno significative. Alla fine del XII secolo vennero condotte campagne militari dai principi cristiani nei territori baltici, finnici e slavi che ancora praticavano una varietà di culti pagani (le cosiddette "crociate del Nord"). All'inizio del XIII secolo, l'Ordine Teutonico fondò uno stato crociato in Prussia e la monarchia francese utilizzò la Crociata Albigese per estendere il suo regno fino al Mar Mediterraneo. L'ascesa dell'Impero ottomano alla fine del XIV secolo comportò una decisiva risposta contro i cattolici.
Gli storici moderni hanno espresso opinioni molto differenti riguardo ai crociati. Per alcuni, il loro comportamento si dimostrò incoerente con gli obiettivi dichiarati e con l'autorità morale del papato. Spesso i crociati saccheggiarono città cristiane e i loro comandanti tennero per sé i territori conquistati invece di restituirli ai Bizantini come avevano giurato. Durante la crociata dei poveri, migliaia di ebrei vennero uccisi in quelli che oggi vengono chiamati i massacri della Renania. Nel corso della quarta crociata Costantinopoli venne saccheggiata. Le crociate ebbero un profondo impatto sulla civiltà occidentale: riaprirono il Mediterraneo al commercio e ai viaggi; consolidarono l'identità collettiva della Chiesa romana sotto la guida del papato; fornirono una proficua fonte di racconti di eroismo, cavalleria e pietà che venne galvanizzata nella letteratura cavalleresca, nella filosofia e nella letteratura medievale. Le crociate, inoltre, rafforzarono la correlazione tra la cristianità occidentale, il feudalesimo e il militarismo.

### Terminologia
Il termine "crociata" è stato usato per la prima volta all'inizio del Settecento, ben oltre quindi il periodo in cui esse si svolsero: la sua origine deriva dall'incrocio della parola croisade (1570 circa) del francese medio e della parola spagnola cruzada del XVI secolo, entrambe derivate dalla parola cruciata del latino medievale, participio passato di cruciare (segnare con la croce), a sua volta derivata dal latino crux (croce); il nome quindi richiama la croce che i partecipanti alle crociate avevano cucita sulle vesti, simbolo del loro pellegrinaggio e dei voti contratti. Nelle fonti antiche si può semmai trovare l'espressione cruce signati riguardo ai crociati, anche se i soldati bizantini chiamarono sé stessi "Soldati della Croce" già all'epoca di Eraclio; per indicare le crociate veniva usata anche l'espressione votum crucis. Alla fine del 1200 la parola "crociata" non era attestata, e gli stessi canonisti che redassero la legislazione crociata la definivano come iter, peregrinatio o passagium.
Anche se il termine "crociata" è stato adottato dagli storici per descrivere le guerre sante cristiane a partire dal 1095, la gamma degli eventi a cui tale termine è stato applicato è così grande che il suo utilizzo può creare un'impressione di coerenza fuorviante, in particolare per quanto riguarda le prime crociate. Il termine "crociata" è stato utilizzato in modi diversi dai vari autori; lo storico britannico Giles Constable ha descritto quattro differenti tendenze tra gli studiosi in merito all'utilizzo del termine:
- i "tradizionalisti" restringono la definizione di "crociata" alle campagne condotte dai cristiani nella sola Terra Santa tra il 1095 e il 1272, al fine di assistere le locali comunità cristiane o di liberare dall'occupazione islamica i luoghi santi di Gerusalemme;
- i "pluralisti" usano il termine "crociata" per tutte le campagne militare ufficialmente promosse da un papa regnante;[9] questa posizione rispecchia la visione della Chiesa Cattolica (e di alcuni commentatori medievali come Bernardo di Chiaravalle) secondo cui ogni campagna militare sanzionata ufficialmente dal papa è ugualmente valida come "crociata", a prescindere dalle sue cause, giustificazioni o collocazione geografica. Secondo questa definizione, quindi, rientrano nel termine "crociate" anche le campagne militari contro i movimenti eretici cristiani (come la Crociata albigese o le guerre hussite), quelle contro i popoli pagani dell'area baltica (le cosiddette "Crociate del Nord"), alcune campagne bandite dal papato contro regnanti cristiani (come la Crociata aragonese o quelle più volte bandite contro l'imperatore Federico II di Svevia) e la Reconquista spagnola;
- i "generalisti" considerano come "crociate" tutte le campagne militari e le guerre di religione connesse con la Chiesa Cattolica e combattute in difesa della sua fede;
- i "popolaristi" limitano invece l'applicazione del termine "crociata" alle sole spedizioni militari caratterizzate da ondate popolari di fervore religioso, comprendendo quindi nel termine solo la prima crociata e la crociata dei poveri.

Le crociate condotte in Terra Santa sono tradizionalmente conteggiate come nove distinte campagne militari, a partire dalla prima crociata del 1095-1099 fino alla nona crociata del 1271-1272; questa convenzione fu utilizzata per la prima volta dallo storico Charles Mills nel suo libro History of the Crusades for the Recovery and Possession of the Holy Land del 1820 e in seguito rimase in uso per convenienza sebbene sia in qualche modo arbitraria: la quinta e sesta crociata di Federico II sono spesso considerate come un'unica campagna militare, come pure l'ottava e la nona crociata.

### Problematicità della definizione

Diminuzione dei territori dell'Impero bizantino

Anche se tali campagne furono benedette e spesso invocate dal papato e motivate da un sentimento eminentemente religioso che intendeva liberare dall'occupazione musulmana la terra dove nacque, predicò e morì Gesù, non si trattò propriamente di guerre di religione, dato che lo scopo non fu mai quello di costringere i musulmani a cambiare religione, neppure dopo le avvenute conquiste. Le armi, con cui i crociati partirono e che impiegarono in Terra Santa, poco avevano a che fare con la religione, quanto piuttosto con un desiderio di conquista e di "liberazione" della Terra Santa, che comportava inevitabilmente l'uso della forza, anche se non mancarono richiami di autorevole fonte cristiana circa l'assenza di colpevolezza (peccato) nell'eliminazione fisica degli invasori avversari nella fede.
Le crociate non furono causate quindi da astratte visioni religiose contrapposte, né soltanto - come pure affermano alcuni studiosi - dall'intento di conseguire un personale arricchimento materiale e d'immagine. Il casus belli fu la richiesta di soccorso, sostenuta anche da una lettera-appello dell'Imperatore di Costantinopoli, Alessio I Comneno, rivolta da alcune comunità religiose cristiane orientali per fronteggiare e rintuzzare le angherie alle quali erano sottoposte dalle autorità musulmane del posto e garantire ai pellegrini cristiani diretti in Terra Santa vita e sicurezza.
Ciò non significa che le crociate non abbiano espresso rilevanti moventi politico-economici che germinavano all'interno del mondo feudale medievale europeo e bizantino e, come concreto obiettivo, il controllo della Terra Santa e la sconfitta dei musulmani locali. Le crociate sono altresì considerate da alcuni studiosi e critici come la ritardata risposta della cristianità all'espansione islamica del VII secolo, che aveva portato alla invasione di territori enormi: Spagna, Siria-Palestina, Egitto, Nordafrica e Mesopotamia, terre cristiane fin dal I/II/III secolo, di cui si considerava fosse lecito rientrare in possesso.

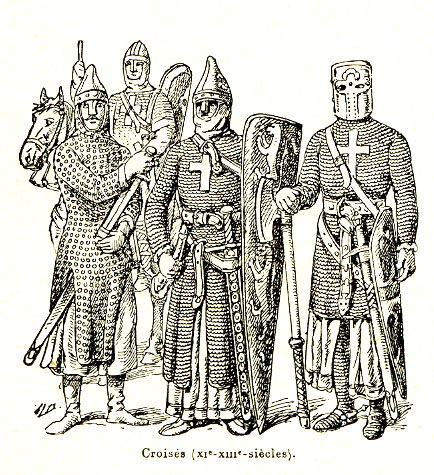
Soldati crociati in un'illustrazione di Pierre Larousse del 1922

Quanto alle ragioni del successo, esse furono sostanzialmente le seguenti:
- il nuovo fervore spirituale dell'Occidente;
- la possibilità, per le giovanissime repubbliche marinare, di arricchirsi;
- l'opportunità, per il papato, di aumentare il proprio prestigio mentre era in corso la lotta con l'Impero;
- la possibilità, per i sovrani laici, di impegnare nelle guerre masse insofferenti e vassalli indisciplinati e ribelli;
- il desiderio di avventura, assai vivo in una parte della società feudale, e l'attrazione esercitata dalle ricchezze dell'Oriente.[12]

In epoca contemporanea il termine "crociata" non ha perso le sue forti caratterizzazioni ideologiche. Esso infatti viene a volte utilizzato con una connotazione negativa - quando ad esempio si voglia sottolineare un conflitto i cui moventi siano più ideologici che ideali - mentre conserva la sua originaria valenza semantica positiva, quando il termine venga usato per indicare attività e lotte caratterizzate da un forte afflato culturale o sociale (ad esempio "crociata contro il fumo", "contro le droghe" o "contro l'alcol"). Così, una mazziniana come Giorgina Craufurd Saffi (protestante di origine e moglie del triumviro della Repubblica Romana del 1849 Aurelio Saffi), a proposito di una campagna laica contro la prostituzione e per il riscatto delle donne che vi erano coinvolte, parlava di una «santa crociata, che oggi si combatte contro il Vizio eretto a sistema - contro il Male, accettato prima come ineluttabile "necessità", quindi, organizzato, protetto, sanzionato da legge di Stato» (1881).

### Situazione in Europa alla vigilia delle crociate

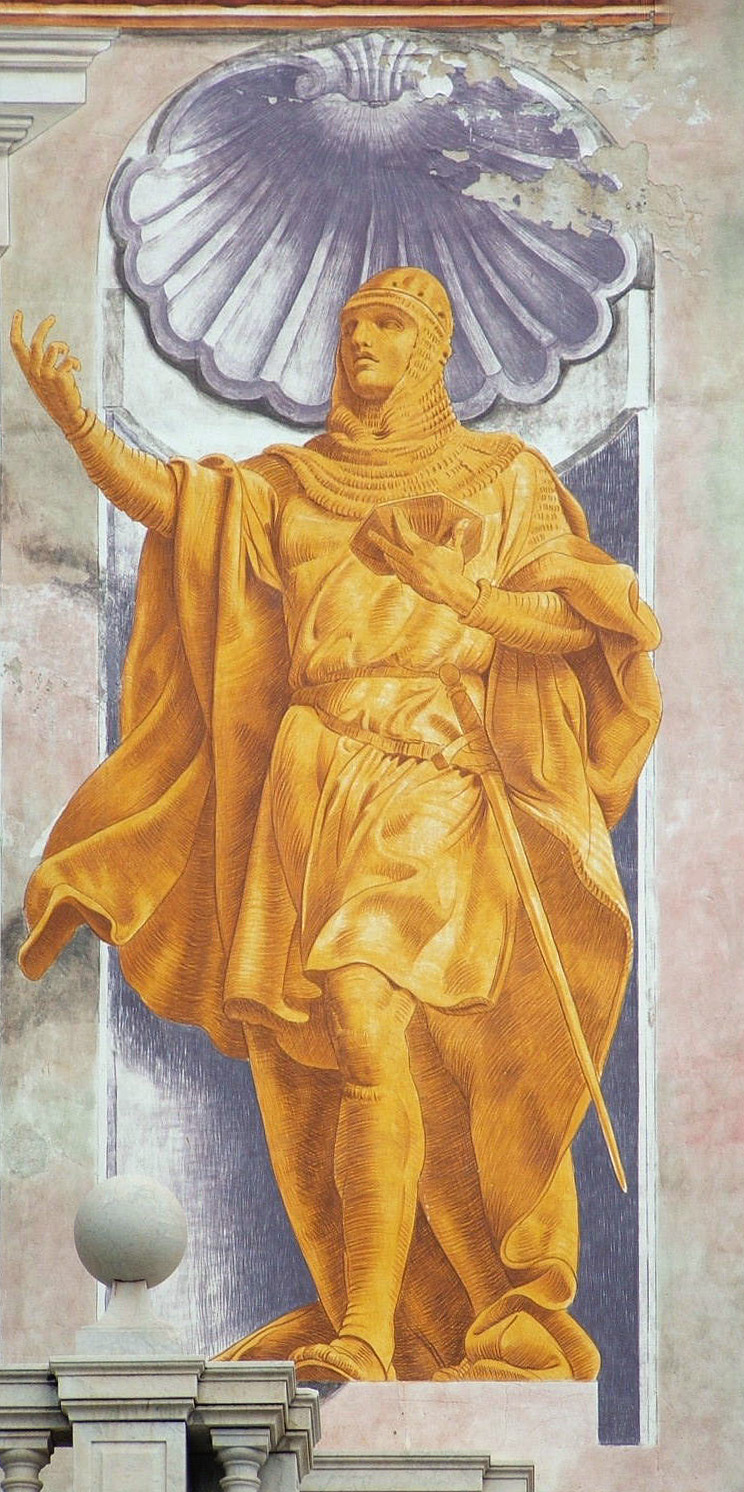
Guglielmo Embriaco, detto "testa di maglio", fu un crociato inviato in Terra Santa dalla Repubblica marinara di Genova. Così è raffigurato sul frontale di Palazzo San Giorgio della sua città natale.

Intanto la società europea dell'XI secolo era in piena crescita economica e demografica, secondo una tendenza iniziatasi tra il VIII e il IX secolo. Il mondo europeo aveva saputo riorganizzarsi di fronte agli attacchi subiti dalle invasioni di musulmani, Ungari, Normanni e altri. Esisteva tuttavia un certo disagio sociale dovuto all'organizzazione feudale che faceva sì che i figli cadetti delle famiglie nobili avessero come uniche scelte le carriere o ecclesiastica o militare; c'era quindi una forte fetta di nobili armati in cerca di fortuna che, soprattutto dalla Francia, rispose con zelo alle richieste di aiuto provenienti dai regni cristiani di León, Castiglia, Navarra e Aragona impegnati nella Reconquista.
La stessa Chiesa romana, impegnata nella lotta per le investiture contro gli imperatori germanici, incoraggiò la guerra come una reazione giusta all'invasione musulmana sollecitando l'aiuto della cavalleria europea; tuttavia, a differenza degli islamici, non erano garantiti benefici della guerra santa ai soldati morti in battaglia.
L'intervento della Chiesa aveva anche la finalità politica di trovare appoggi e farsi riconoscere come fonte di legittimità a governare in un momento in cui era fortemente provata e messa in discussione dal contenzioso con l'Impero e dall'applicazione della riforma gregoriana.
Anche al di fuori della penisola iberica si registrò un rinnovato slancio, da parte del mondo occidentale, per la riconquista dei territori occupati, come in Sicilia, nelle Isole Baleari e in brevi incursioni in Corsica e Sardegna. Spesso il motore di queste spedizioni erano le città portuali affacciate sulle coste tirreniche, adriatiche, provenzali e catalane, che accanto a un commercio col mondo bizantino e arabo (nonostante i divieti), accostavano dall'XI secolo brevi spedizioni militari, come quella unita di Genova e Pisa nel 1015-1016, il sacco di Palermo da parte dei pisani nel 1067, o quello della città tunisina di al-Mahdiya, sempre per opera dei pisani (1087). Il successo di queste spedizioni venne preso a modello per le successive grandi imprese in Oriente.

### L'esercito crociato

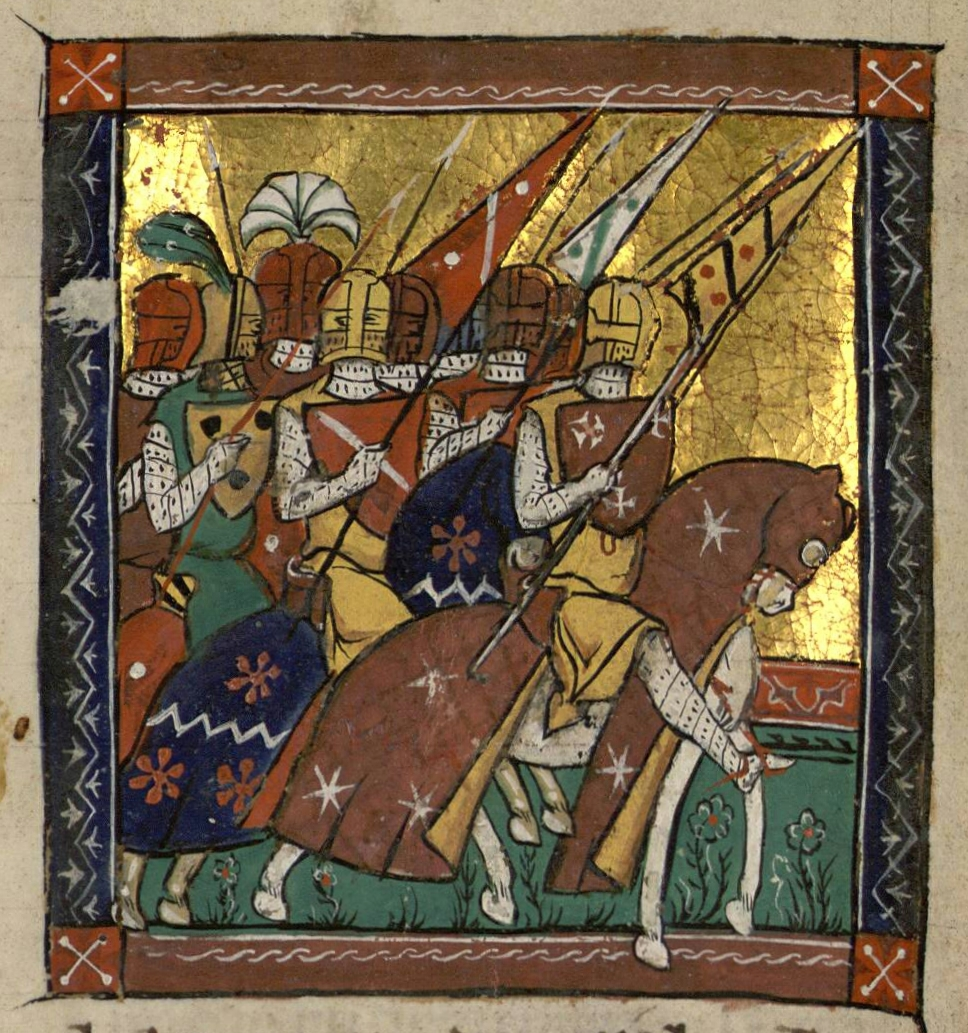
Goffredo di Buglione al comando di alcuni cavalieri della prima crociata

All'appello di papa Urbano II risposero nella Prima crociata 40000 persone, di cui solo una piccola minoranza era composta da cavalieri. Tuttavia, a differenza di quanto si pensa, non partirono solamente avventurieri in cerca di fortuna o cadetti delle famiglie che non avevano diritto alla successione. La maggior parte dei cavalieri crociati era infatti rappresentata da signori nobili che giungevano a vendere i propri possedimenti per permettersi l'armatura e il viaggio in Oriente per sé e per i propri cavalieri fedeli. A partire per la croce non fu solo chi aveva meno da perdere ma chi possedeva di più. Anche se qualcuno sperava di fare bottino, il papa aveva decretato che le conquiste sarebbero spettate al “principe” (Alessio I Comneno nel caso della Prima crociata).
Per capire cosa spingeva migliaia di cavalieri a intraprendere una missione tanto onerosa e pericolosa non bisogna dimenticare che si trattava di uomini che avevano un fortissimo senso religioso. Nell'XI secolo la cultura dei nobili prevedeva la dimostrazione pubblica di pietà; inoltre essi erano conosciuti tanto per le imprese militari quanto per l'amore che dimostravano verso Dio: era dovere di un aristocratico rendere i frutti dei suoi servigi alla Chiesa e al popolo. La crociata era un ulteriore mezzo per dimostrare la loro fedeltà: difendendo la Chiesa, difendevano tutto quanto vi era di buono e giusto nel mondo. Si può quindi affermare che (secondo quello che sappiamo sulla mentalità medievale) la maggior parte dei crociati era spinta dal sincero amore di Dio. Anche tra i ranghi inferiori è probabile che prevalessero i principi che muovevano i signori più ricchi ma non vi è dubbio che chi aveva di meno sperava di guadagnarci qualcosa.
Lo stesso pontefice pensava alla crociata non come a una guerra santa, ma come a un dovere caritatevole nei confronti dei confratelli orientali ed era giusto che costoro si adoperassero per rivendicarne le terre e le proprietà. Non va comunque dimenticato che da circa mezzo secolo si era avuto il famoso scisma tra Chiesa d'Occidente e d'Oriente e che, avendovi il romano pontefice notevolmente perso in influenza (in quanto il Patriarca di Costantinopoli aveva rivendicato l'indipendenza del clero bizantino) egli ebbe anche ragioni prettamente politiche per voler aiutare l'imperatore Alessio I, sperando che ciò avrebbe agevolato un riavvicinamento (che, effettivamente, in un momento iniziale ci fu, prima che i bizantini si accorgessero che i crociati apportavano più danni che benefici).
Urbano II sapeva però che non era sufficiente fare appello al cuore degli uomini per convincerli all'azione; così la riconquista della Terra Santa (che fino a quel momento era stata considerata nient'altro che una conseguenza) divenne l'obiettivo ufficiale della missione. Tuttavia questo idealismo non fece comportare i crociati in modo particolarmente pio durante il viaggio: erano guerrieri devoti ma altrettanto arroganti e brutali e non mancarono atti di violenza e azioni riprovevoli. Chi voleva intraprendere il viaggio doveva fare "il voto del pellegrino" "prendendo la Croce". Quindi con mezzi propri doveva raggiungere la Terra Santa; il suo giuramento non era vincolato né al papa né a nessun altro uomo, ma direttamente al Signore. La massa di pellegrini quindi erano tutt'altro che un esercito; l'unico aspetto che la teneva coesa erano i legami feudali e familiari al suo interno, anche perché il titolo di “comandante in capo” era solamente onorario. Ciò rese estremamente difficile mantenere il controllo della spedizione: un esercito crociato era in realtà una massa semiorganizzata di soldati, sacerdoti, servi e altri individui al seguito che si dirigevano più o meno nello stesso posto per scopi analoghi. Una volta partito, non lo si poteva più controllare.
Il reclutamento avveniva nei concili ecclesiastici aperti ai signori laici e durante queste assemblee si reclutavano monarchi e grandi aristocratici che concordavano i dettagli finanziari e organizzativi. I signori più potenti partivano con amici, parenti e servitori al seguito e arruolavano con accordi di clientela o di servizio retribuito i signori più piccoli. A loro volta questi si avvalevano dell'aiuto di cavalieri di rango inferiore; inoltre si aggiungevano artigiani, mercanti, medici, e maestri tecnici di macchine da guerra come la grande "Lanciapietre di Dio" e la "Cattiva vicina". Molto severe erano poi le punizioni: gli assassini venivano bruciati vivi se erano nell'esercito, gettati a mare se si trovavano sulle navi. Persino le imprecazioni venivano multate e il gioco d'azzardo era proibito a marinai e soldati, pena, per i primi, un giro di chiglia, per i secondi tre giorni di frustate. Riccardo I d'Inghilterra durante la terza crociata decise che i disertori di basso rango avrebbero perso un piede e i cavalieri la cintura (cioè il loro status).

## Crociate in Terra Santa

### Contesto storico

#### Espansione islamica
Espansione sotto il profeta Maometto, 622-632
     Espansione durante il califfato elettivo, 632-661
     Espansione durante il califfato omayyade, 661-750

Espansione sotto il profeta Maometto, 622-632
Espansione durante il califfato elettivo, 632-661
Espansione durante il califfato omayyade, 661-750

Il profeta islamico Maometto fondò l'Islam nella penisola araba e alla sua morte, avvenuta nel 632, una volta sottomesse le vicine tribù pagane, si volsero verso la vicina provincia bizantina di Tabuk arrivando presto a unire gran parte dell'Arabia in un unico ordinamento politico. Nel 636 i musulmani arabi ottennero una schiacciante vittoria sull'esercito bizantino nella battaglia dello Yarmuk e completarono in tal modo la conquista dell'intera Siria. Lo stesso ʿUmar ibn al-Khaṭṭāb, secondo successore (Califfo) di Maometto, ricordò le istruzioni relative alle alternative poste ai dhimmi: la conversione, la sottomissione (riduzione cioè allo stato di dhimmi, concessa inizialmente solo a ebrei, cristiani e mazdei, ma poi estesa anche a induisti e buddisti):
(The History of al-Tabari, vol. XII, Albany, NY, State University of New York Press, 1992, p. 167.)
Caddero poi in breve tempo Antiochia, Gerusalemme e tutta la Mesopotamia bizantina. Da qui gli arabi si diressero in Armenia mentre contemporaneamente cominciava l'avanzata in Egitto. Alla flebile resistenza bizantina i musulmani, guidati da ʿAmr b. al-ʿĀṣ, risposero con efficienza. Durante l'occupazione dell'isola di Nikiou, secondo un passaggio "ideologico" di Bat Ye'or della sua opera Il declino della cristianità sotto l'Islam (The Decline of Eastern Christianity Under Islam: From Jihād to Dhimmitude), le donne e i bambini stessi, rifugiati nelle chiese, furono uccisi. La tolleranza, il commercio e i rapporti politici tra gli arabi e gli stati cristiani europei andarono incontro a periodi altalenanti. Ad esempio, il califfo al-Hakim bi-Amr Allah distrusse la Basilica del Santo Sepolcro a Gerusalemme, ma il suo successore permise all'Impero Bizantino di ricostruirla. L'Impero Bizantino riuscì, inoltre, a riconquistare il territorio alla fine del X secolo, tanto che l'imperatore Basilio II Bulgaroctono trascorse la maggior parte del suo regno nel compiere conquiste. Nonostante i continui scontri, vennero consentiti i pellegrinaggi nei luoghi sacri e i residenti cristiani nei territori musulmani ricevettero lo status di Dhimmi, con propri diritti legali e protezione giuridica. A questi cristiani venne consentito di mantenere le proprie chiese e i matrimoni tra appartenenti a diverse confessioni non furono rari. Le varie culture e credenze coesisterono, tuttavia quando i pellegrini cristiani facevano il loro ritorno nei loro paesi dell'Europa occidentale riferivano che le condizioni tra i porti siriani e Gerusalemme divenivano per loro sempre meno ospitali.
L'Armenia cristiana non sarebbe sfuggita alla conquista e Bat Ye'or parla per questo della riduzione in schiavitù di circa 35.000 persone.

L'implausibilità della cifra fornita dalla studiosa, nota per il suo intenso sentimento antislamico, sta nelle evidenti difficoltà logistiche - se non impossibilità - di muovere a piedi, da una regione aspra come quella armena, una massa tanto grande di persone, rallentata come sarebbe stata da bambini, vecchi e donne, senza i viveri necessari per il loro sostentamento. Le armate islamiche sarebbero giunte poi in Cilicia e Cappadocia: 

#### Situazione nel Vicino Oriente

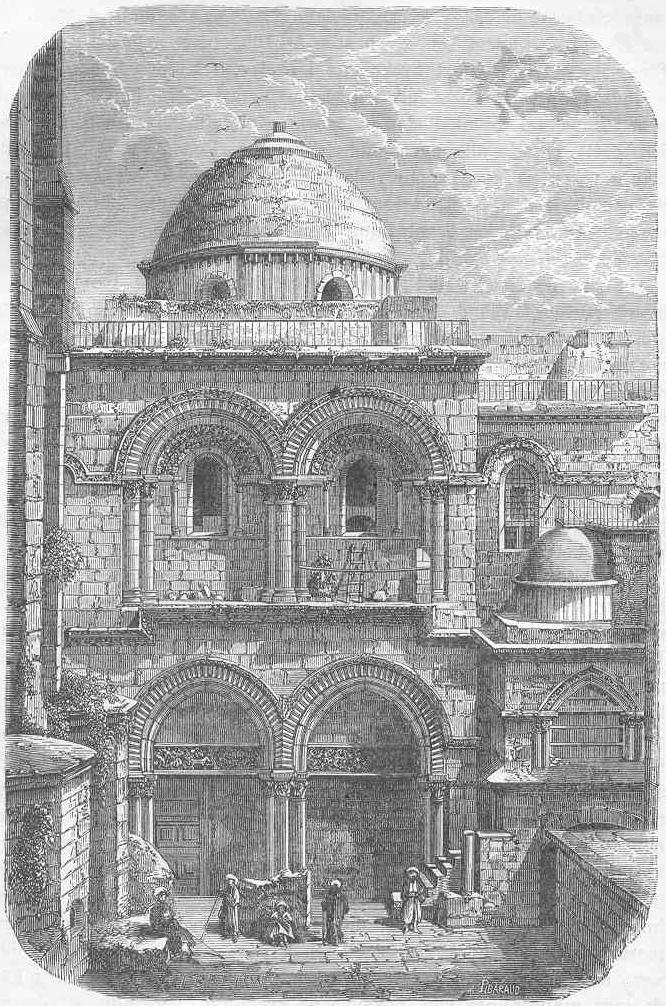
Sagrato, ingresso principale e facciata della Basilica del Santo Sepolcro di Gerusalemme

Con la conquista islamica di Gerusalemme (638) la situazione dei cristiani e degli ebrei conobbe ovviamente alcune obiettive difficoltà. Anche se non si verificarono vere e proprie persecuzioni, si conobbero però talune forme di discriminazione ai danni dei sudditi non-musulmani, costretti allo stato di dimmitudine.
Infatti, mentre i pagani subirono dall'Islam politico una conversione forzosa, agli ebrei e ai cristiani, chiamati dal Corano Gente del Libro (Ahl al-Kitab), fu concesso di rimanere a vivere nelle loro terre, continuando a professare la propria fede, venendo però sottoposti a un pagamento discriminatorio rispetto ai musulmani (obbligati al solo versamento della zakāt, laddove l'Ahl al-Kitāb era tenuta al pagamento della jizya e dell'eventuale kharāj, da pagare mediante un cerimoniale che prevedeva che l'esattore colpisse simbolicamente il dhimmi sul capo e sulla nuca, affinché ricordasse di essere un cittadino soggetto al potere islamico).
I luoghi di culto non furono distrutti ma fu vietato costruirne di nuovi, malgrado fosse comunque consentito il loro restauro. Una discriminazione per cristiani ed ebrei era costituita dal teorico obbligo d'indossare il zunnār - una fascia di tessuto stretta alla vita - anche se nei fatti la disposizione non fu mai applicata, e dal non poter testimoniare in giudizio contro un musulmano, diventando così potenzialmente soggetti agli eventuali abusi di un qualunque prepotente.
Cristiani ed ebrei non potevano possedere armi né avere cavalli. Non potevano vendere alcolici o mangiare carne di maiale (alimenti entrambi il cui consumo era vietato ai musulmani), così come era vietato fare propaganda della propria fede esponendo croci in pubblico, o recitare a voce alta la Torah e il Vangelo.
Con l'intento di riconquistare la Siria perduta nel VII secolo, l'Impero bizantino decise di intervenire nella seconda metà del X secolo con un esercito affidato al domestikos bizantino Niceforo Foca, che condusse una serie di fortunate campagne contro i musulmani di Siria-Palestina, riassumendo il controllo della Cilicia e di parte della Siria. Nel 974 i bizantini furono accusati «di aver occupato le terre appartenenti all'Islam» e il califfo abbaside di Baghdad invocò il jihād, al quale risposero combattenti provenienti anche dall'Asia centrale. Tuttavia i contrasti tra sciiti e sunniti portarono alla sconfitta dei musulmani e nel 1001 il basileus di Costantinopoli, Basilio II, concluse una tregua decennale con il califfo. Nel 1004 Abū ʿAlī al-Manṣūr al-Ḥākim (985-1021) imam fatimide considerato pazzo da diversi storici, volendo convertire tutti i suoi sudditi all'Ismailismo, prese a perseguitare ebrei e cristiani e gli stessi musulmani sunniti, nell'intento probabile di convertirli tutti all'Ismailismo. Stracciò quindi improvvisamente il trattato coi bizantini, ordinando di devastare le chiese, bruciare le croci e impossessarsi dei beni ecclesiastici. In seguito a ciò si disse che fossero rase al suolo 3.000 chiese (un numero troppo alto per essere anche lontanamente verosimile, viste le restrizioni di cui s'è detto precedentemente), molti cristiani si convertirono all'Islam per avere salva la vita e le stesse chiese del Santo Sepolcro in Gerusalemme e della Resurrezione furono distrutte. Tale evento fece così scalpore nel mondo cristiano che ancora ottanta anni dopo esso fu agitato come un improbabile casus belli da parte della Chiesa di Roma, laddove la crociata ebbe invece diverse e non meno convincenti concause. Infine l'Imam fatimide ordinò a cristiani ed ebrei di convertirsi all'Islam o di lasciare i suoi domini.
In seguito il sovrano fatimide allentò la sua stretta sulle minoranze, restituendo buona parte dei beni confiscati alla chiesa e concesse ai bizantini la possibilità di ricostruire la Basilica del Santo Sepolcro, in cambio della costruzione di una moschea a Bisanzio. Tale patto fu onorato da ambo le parti ma la situazione dei cristiani continuò a essere precaria, tanto che nel 1056 fu proibito loro di entrare nella Chiesa del Santo Sepolcro e, con l'arrivo dei Turchi selgiuchidi dall'Asia, ebbe inizio un nuovo periodo di terrore.
Nel 1077 Gerusalemme fu conquistata dai turcomanni e, nonostante il loro capo, l'avventuriero Atsız ibn Uvaq, avesse assicurato che non avrebbe colpito gli abitanti, furono uccise oltre 3.000 persone. Dopo la conquista di questi territori da parte dei turchi selgiuchidi si iniziò a parlare di rapine, sequestri, uccisioni, stupri a danno dei pellegrini diretti in Terra Santa e di come questi fossero costretti a viaggiare sotto scorta armata (cosa assai improbabile, vista l'impossibilità che uomini armati non musulmani si aggirassero per le strade di una qualsivoglia contrada islamica). Certi storici credono tuttavia che le vessazioni subite dai pellegrini siano state ingigantite e moltiplicate con l'obiettivo di stimolare una convinta reazione armata dei cristiani latini, e che fosse in realtà la montante potenza selgiuchide a spaventare il mondo cristiano che, dopo la disastrosa disfatta di Romano IV Diogene a Manzicerta (conseguenza del grave periodo di crisi che stava attraversando l'Impero bizantino e in particolare del tradimento in battaglia del generale Andronico Ducas), temeva che si stesse profilando un terribile cataclisma anche per la cristianità latina e che il sultanato selgiuchide avrebbe potuto realizzare la conquista islamica dell'Europa. Il nuovo imperatore bizantino Alessio I, nonostante le divergenze tra la Chiesa di Costantinopoli e quella di Roma, mise da parte l'orgoglio e si decise a chiedere aiuto per la minacciata sorte della Cristianità d'Oriente. Fu così che, come risposta, nacque la prima crociata.

### Prima crociata (1096-1099)

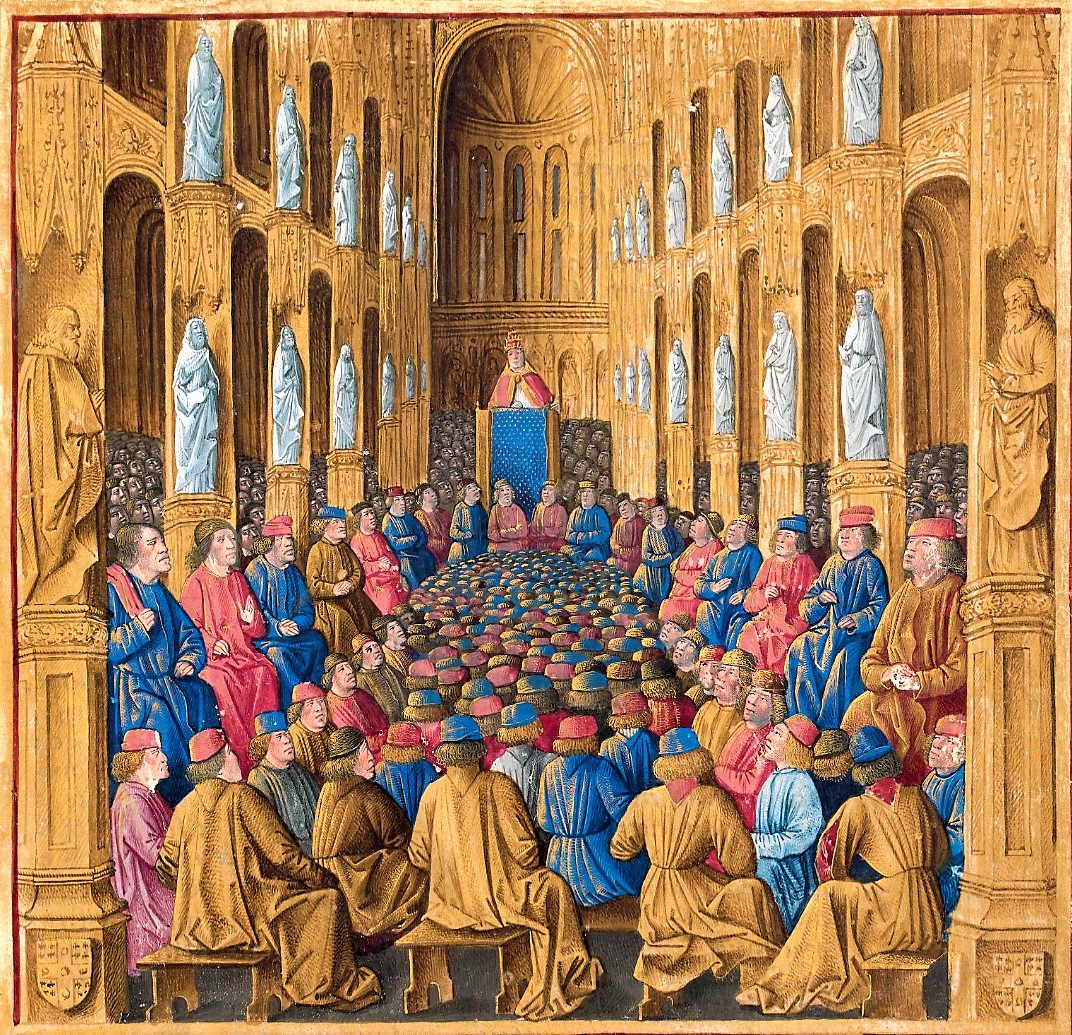
Il papa Urbano II predica la crociata durante il concilio di Clermont.

Nel 1095, in occasione del Concilio di Piacenza, l'imperatore bizantino Alessio I Comneno, sentendosi minacciato dall'espansione dei musulmani, inviò una richiesta di aiuto a papa Urbano II. L'imperatore, probabilmente, sperava che il Papa rispondesse nella forma di un invio di un piccolo contingente mercenario, cioè facile da controllare e dirigere. In quel momento, Alessio era riuscito a rimettere in sesto le finanze e l'autorità dell'Impero, ma si trovava con i confini assediati da numerosi nemici stranieri, in particolare dai turchi che avevano già colonizzato le scarsamente popolate zone dell'Anatolia. Successivamente, sempre nello stesso anno, nel sermone pronunciato durante il concilio di Clermont papa Urbano sollevò nuovamente la questione arrivando a predicare quella che sarebbe stata conosciuta come una crociata. Molti storici ritengono che, nonostante Urbano cercasse di andare in aiuto della Chiesa Orientale, in realtà mirasse a riunirla con quella occidentale sotto la sua unica guida.

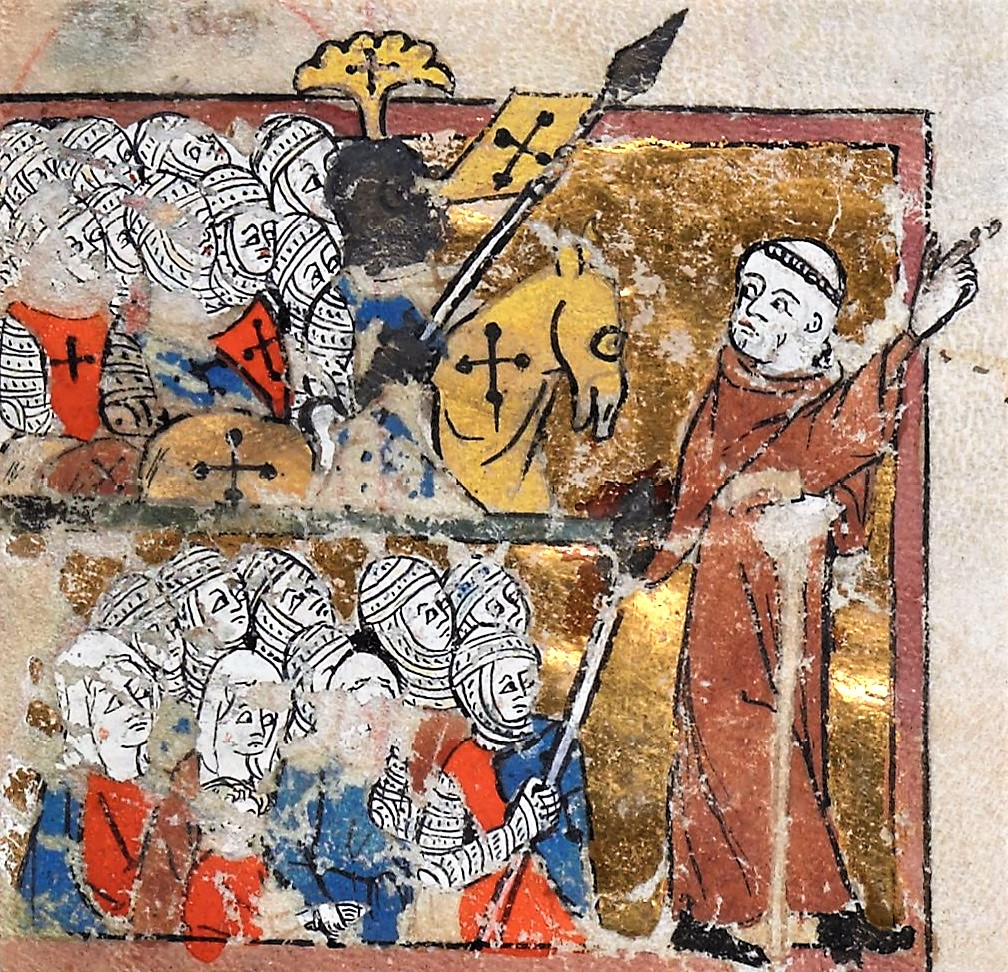
Un'immagine medievale di Pietro l'Eremita che conduce cavalieri, soldati e donne verso Gerusalemme

Poco tempo dopo, Pietro l'Eremita incominciò la predicazione a migliaia di cristiani, principalmente popolani, che poi guidò dall'Europa in quella che divenne nota come crociata dei poveri, la prima ondata di soldati pellegrini verso la Terra santa. Pietro recava con sé una lettera che egli sostenne fosse caduta dal cielo, in cui si esortavano i cristiani a conquistare Gerusalemme in attesa dell'apocalisse. Tra le motivazioni di questa Crociata vi fu un "messianismo dei poveri" ispirato da una prevedibile ascensione di massa in paradiso che sarebbe avvenuta a Gerusalemme. Tuttavia, i crociati guidati da Pietro finirono per massacrare le comunità ebraiche, eventi noti come i massacri della Renania e dando origine al primo focolaio di antisemitismo in Europa. Malgrado il consiglio di Alessio di aspettare la seconda ondata costituita dagli eserciti crociati guidati dai nobili che si erano successivamente messi in marcia, la crociata popolare si avvicinò a Nicea e cadde nell'imboscata turca della battaglia di Civetot, da cui riuscirono a salvarsi solamente 3.000 crociati.

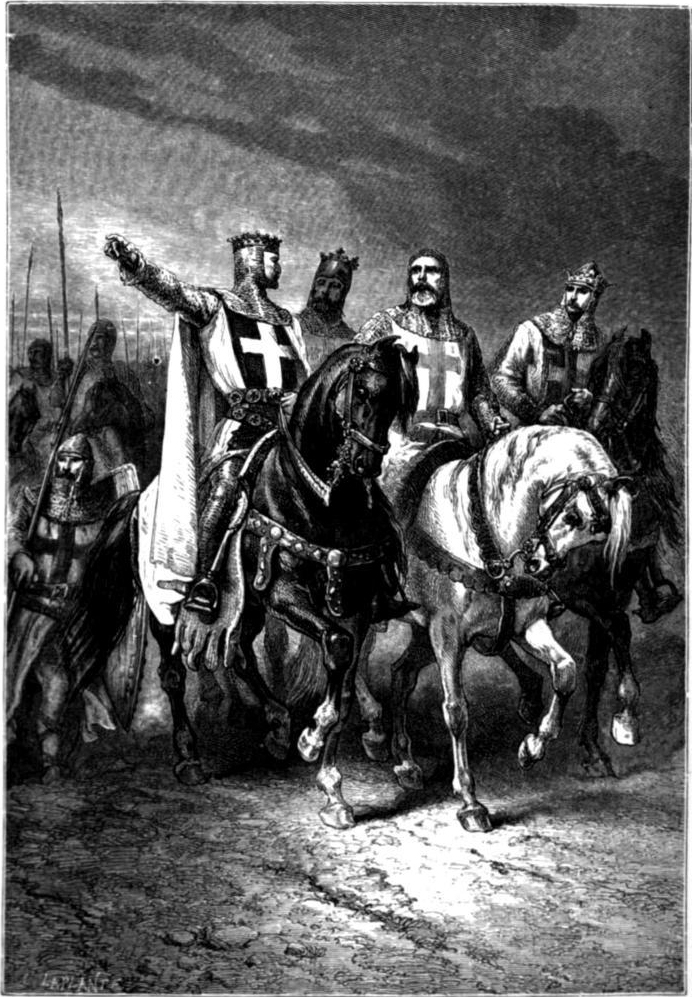
I quattro comandanti della Prima crociata, tra cui Goffredo di Buglione, in un dipinto di Alphonse-Marie-Adolphe de Neuville del 1883

Sia Filippo I di Francia sia l'imperatore Enrico IV si trovavano in conflitto con papa Urbano e quindi rifiutarono di partecipare alla crociata ufficiale. Tuttavia, i membri dell'alta aristocrazia provenienti dalla Francia, dalla Germania occidentale, dai Paesi Bassi e dall'Italia vennero attratti dall'impresa e guidarono i loro contingenti militari sulla base di semplici legami di signoria, di famiglia, di etnia e di lingua. Tra questi, innanzitutto, vi fu lo statista Raimondo IV, conte di Tolosa e Boemondo I d'Antiochia accompagnato dal nipote Tancredi di Galilea provenienti dalla comunità normanna dell'Italia meridionale. Essi si unirono a Goffredo di Buglione e a suo fratello Baldovino che guidarono un insieme di uomini provenienti dalla Lorena, dalla Lotaringia e dalla Germania. Questi cinque principi si rivelarono fondamentali per la campagna crociata a cui successivamente si unì anche un esercito nordico francese guidato da Roberto II di Normandia, Stefano II di Blois e Roberto II di Fiandra. Gli eserciti, dei quali si stima che potessero contare ben 100.000 persone compresi i non combattenti, si recarono via terra verso Bisanzio, dove vennero accolti con sospetto dall'imperatore. Alessio cercò di persuadere molti principi a giurare fedeltà a lui e che il loro primo obiettivo doveva essere Nicea, che Qilij Arslan I aveva dichiarato la capitale del Sultanato di Rum. Avendo già annientato la precedente crociata popolare, il sultano si dimostrò troppo fiducioso e lasciò la città per risolvere una disputa territoriale, permettendo così nel 1097 il suo assedio e la successiva conquista da parte degli eserciti crociati aiutati da un assalto navale bizantino. Ciò segnò un punto fondamentale della cooperazione tra latini e greci e anche l'inizio dei tentativi dei crociati di sfruttare la disunione politica e religiosa che caratterizzava il mondo musulmano.
Il primo scontro che i crociati dovettero affrontare con gli arcieri turchi montanti un cavallo e dotati di armatura leggera si ebbe quando la colonna guidata da Boemondo e Roberto venne attaccata a Dorylaeum. I normanni resistettero per ore prima che giungesse il resto dell'esercito crociato in loro aiuto sconfiggendo i Turchi. I successivi tre mesi di marcia verso Antiochia furono particolarmente gravosi, in quanto i crociati dovettero fare i conti con la fame, la sete e le malattie oltre che con l'abbandono da parte di Baldovino che, accompagnato da 100 cavalieri, si recò a consolidare un proprio territorio a Edessa. Nonostante le difficoltà, i crociati si impegnarono nell'assedio di Antiochia trovandosi otto mesi dopo in una situazione di stallo. La svolta arrivò grazie a Boemondo che riuscì nell'intento di corrompere una guardia della torre della città affinché aprisse una porta. Una volta entrati, i crociati si dettero al massacro degli abitanti di Antiochia e al saccheggio.
Con questa sconfitta, l'Islam sunnita incominciò a considerare seriamente la minaccia cristiana e il sultano di Baghdad inviò un esercito, per recuperare la città, guidata dal generale iracheno Kirbogha. I Bizantini non aiutarono i crociati nella difesa della città poiché Stefano d'Inghilterra asserì che la città fosse oramai persa. In seguito alle ingenti perdite patite nell'attraversamento del deserto e per la carestia accusata nella città assediata, i crociati tentarono di negoziare la resa, ma trovarono il rifiuto di Kirbogha, che voleva annientarli completamente. All'interno della città il morale si rafforzò quando Pietro Bartolomeo affermò di aver scoperto la Lancia Sacra. Bartolomeo esortò i compagni che l'unica opzione fosse un combattimento aperto e lanciò un contrattacco contro gli assedianti. Nonostante la superiorità numerica, l'esercito di Kirbogha, diviso in fazioni e sorpreso dall'impegno e dalla dedizione dei Franchi, si ritirò e abbandonò l'assedio. Successivamente, i crociati si fermarono per alcuni mesi per decidere a chi spettasse il territorio catturato. Ciò si concluse solo quando arrivarono le notizie che i fatimidi egiziani avevano preso Gerusalemme dai turchi e quindi divenne imperativo attaccare prima che gli egiziani potessero consolidare la loro posizione. Boemondo rimase in Antiochia, mantenendo la città nonostante il suo precedente giuramento che questa sarebbe tornata sotto il controllo bizantino, mentre Raimondo guidò l'esercito crociato a sud verso la costa a Gerusalemme. Un attacco iniziale alla città fallì anche per via della scarsità di risorse dei crociati e l'assedio andò in stallo. Tuttavia, l'arrivo di artigiani e di forniture trasportate dai genovesi a Giaffa ruppe l'equilibrio a loro favore. I crociati costruirono due grandi macchine d'assedio: quella comandata da Goffredo riuscì a violare le mura della città il 15 luglio 1099. Così, dopo un assedio durato poco più di un mese Gerusalemme capitolò.

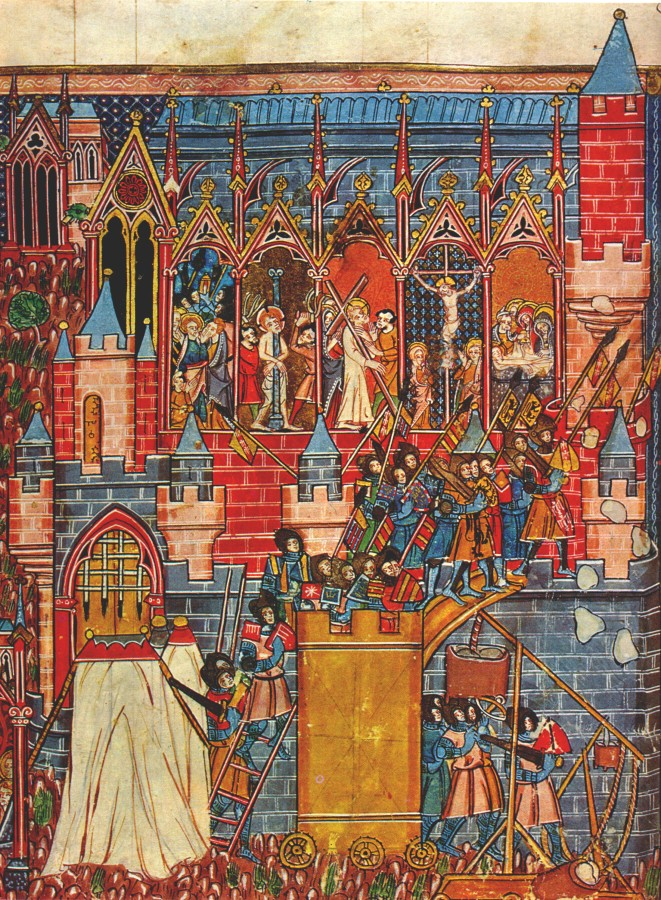
Conquista di Gerusalemme in una raffigurazione del XIII secolo

Per due giorni i crociati massacrarono gli abitanti e saccheggiarono la città. Gli storici, oggi, ritengono che la conta dei morti sia stata esagerata, ma i racconti di tale carneficina contribuì molto per cementare la reputazione sanguinaria dei crociati. Goffredo assicurò ulteriormente la posizione dei franchi sconfiggendo la forza di soccorso egiziana comandata dal visir del califfo fatimide, al-Afdal Shahanshah, nella Battaglia di Ascalona. Questa forza di soccorso si ritirò in Egitto, con il visir che fuggì in nave. A questo punto la maggior parte dei crociati considerò il loro pellegrinaggio completo e fece ritorno in Europa, lasciando a Goffredo solo 300 cavalieri e 2.000 fanti per difendere i territori conquistati. Degli altri principi, solo Tancredi rimase con l'ambizione di ottenere il proprio principato.
A livello popolare, la prima crociata scatenò un'ondata di rabbia cattolica che si espresse nei massacri degli ebrei che accompagnarono le crociate e il violento trattamento dei cristiani ortodossi "scismatici" dell'est. Sembra che la storiografia coeva islamica abbia considerato solo marginalmente la crociata; certamente vi sono scarsissime fonti scritte antecedenti al 1130. Da un lato ciò può essere dovuto in parte alla riluttanza di documentare il fallimento musulmano ma è anche più probabile che questo sia il risultato di un malinteso culturale. Al-Afdal e il mondo musulmano considerarono i crociati solo come gli ultimi di una serie di mercenari bizantini che avevano combattuto in quei luoghi, piuttosto che guerrieri motivati dalla religione con lo scopo di conquista e di insediamento. In ogni caso, il mondo musulmano era diviso tra i sunniti della Siria e dell'Iraq e i fatimidi sciiti d'Egitto. Anche i turchi erano divisi, con sovrani rivali a Damasco e Aleppo. A Baghdad il sultano Seljuk fu occupato a contendersi la Mesopotamia contro un califfo abbaside. Ciò fornì ai Franchi un'occasione cruciale per consolidare le proprie posizioni senza dover fronteggiare, almeno nell'immediato, alcun contrattacco panislamico.

### Crociate del XII secolo

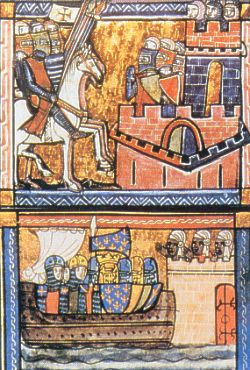
Luigi VII di Francia durante la seconda crociata

Nei decenni seguenti, durante i successivi papati, gruppi più piccoli di crociati continuarono a recarsi verso la Terra Santa per combattere i musulmani e aiutare così gli Stati Crociati. Nel terzo decennio del XII secolo vi sono state le campagne perpetrate da Folco V d'Angiò, da Venezia e quella di Corrado III di Svevia; inoltre vennero fondati i cavalieri Templari. Proprio in questo periodo si assistette alla nascita della pratica della concessione di indulgenze a coloro che si opponevano ai nemici papali e ciò significò l'inizio delle Crociate con fini politici. Le successive perdite di Aleppo (avvenuta nel 1128) e quella di Edessa (del 1144) per opera di ‘Imād al-Dīn Zangī, governatore di Mosul, portarono alla predicazione e alla successiva mobilitazione di quella che sarà successivamente conosciuta come la seconda crociata (1145-1149), che tra gli altri vedrà nel teologo Bernardo di Chiaravalle uno dei suoi maggiori sostenitori. Re Luigi VII e Corrado III di Svevia, guidarono gli eserciti dalla Francia e dalla Germania verso Gerusalemme e Damasco, senza tuttavia ottenere grandi risultati. Come era accaduto durante la prima crociata, le predicazioni portarono a persecuzioni nei confronti degli ebrei: si ebbero massacri in Renania, a Colonia, a Magonza, a Worms e a Spira, ciò poiché si riteneva che essi non contribuissero finanziariamente alle spedizioni per il salvataggio della Terra Santa. Bernardo di Chiaravalle, nonostante fosse uno dei più fervidi sostenitori della seconda crociata, rimase così turbato dalla notizia di queste violenze che lasciò le Fiandre alla volta della Germania per tentare di arginare il bagno di sangue.
Nel frattempo, i principi cristiani continuarono a espandersi nella penisola iberica: il re del Portogallo, Alfonso I, conquistò Lisbona e Raimondo Berengario IV di Barcellona prese la città di Tortosa. Nell'Europa settentrionale i Sassoni e i Danesi combatterono contro le tribù degli slavi polabi, conosciuti come Venedi, durante la crociata dei Venedi, anche se, a tal proposito, non erano state emanate dai papi bolle che autorizzavano queste nuove crociate. I Venedi furono poi definitivamente sconfitti nel 1162.
A partire dal 969, l'Egitto fu governato dalla dinastia sciita dei Fatimidi, indipendente dai governanti sunniti abbasidi di Baghdad e con a capo un califfo - definito però Imām (guida) - sciita ismailita rivale, considerato il successore del profeta Maometto. Colui che gestiva il potere amministrativo nel nome del califfo, chiamato wasita (intermediario), era anche il principale responsabile del governo. Dal 1121 il sistema cadde a seguito di intrighi politici e assassini e l'Egitto rifiutò di tornare sotto la precedente influente dinastia. Tutto ciò incoraggiò Baldovino III di Gerusalemme a pianificare un'invasione che venne tuttavia interrotta solo dopo che ricevette dall'Egitto il pagamento di un tributo pari a 160.000 dinari d'oro. Nel 1163 Shawar si recò a Damasco dal figlio e successore di Zangī, Norandino atabeg di Aleppo, il quale auspicava di riunificare le varie forze musulmane fra l'Eufrate e il Nilo per creare un fronte comune contro i Crociati. Norandino gli inviò così in aiuto il suo generale Shirkuh, che riportò Shawar al potere. Tuttavia ciò non durò molto, infatti successivi scontri e avvenimenti portarono, nel 1169, alla nomina dello Shirukuh come wasita d'Egitto nel 1169. Morto solo due mesi dopo, gli successe il nipote Salah al-Din, noto in occidente come Saladino.

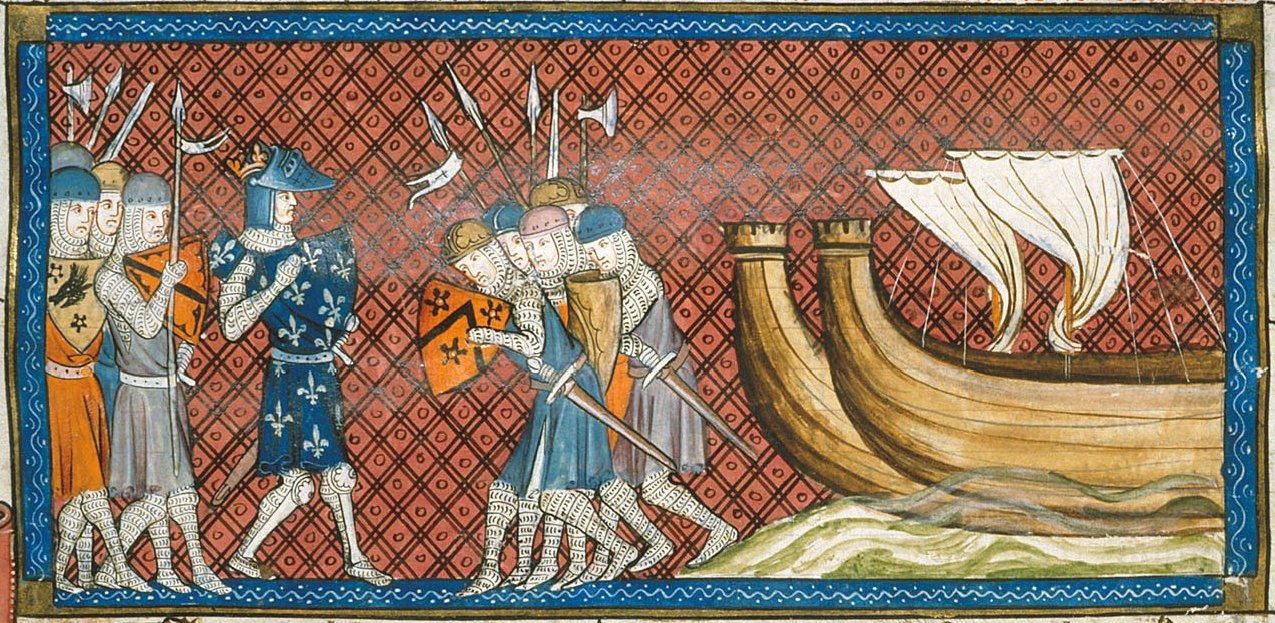
Dettaglio di una miniatura che raffigura l'arrivo nel Vicino Oriente di Filippo II di Francia (circa metà del XIV secolo)

Morto Norandino nel 1174, i suoi territori andarono incontro a una frammentazione. Nel mentre, Saladino legittimò la sua ascesa proponendosi come difensore dell'Islam sunnita e nei primi anni riuscì a ottenere senza combattere Damasco e gran parte della Siria, con l'esclusione di Aleppo, già sua. Dopo aver formato una difesa in grado di resistere al previsto attacco da parte del Regno di Gerusalemme, tuttavia mai concretizzatosi, il primo scontro tra Saladino e i cristiani si rivelò un insuccesso. La sua eccessiva confidenza e alcuni errori tattici causarono al grande condottiero musulmano la sconfitta nella battaglia di Montgisard.

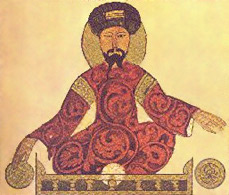
Saladino, da un codice arabo del XII secolo

Nonostante questo fallimento, grazie a un decennio di azioni politiche, coercitive e militari, Saladino si trovò a regnare su di un territorio che si estendeva dal Nilo all'Eufrate. Dopo essere sopravvissuto a una malattia che aveva fatto temere per la sua vita, Saladino intraprese una nuova campagna contro i cristiani e come risposta, il re di Gerusalemme Guido di Lusignano, mobilitò il più grande esercito che il suo regno avesse mai messo in campo. Saladino, tuttavia riuscì ad attirare l'esercito cristiano in un terreno inospitale e privo d'acqua dove lo circondò sbaragliandolo nella famosa e decisiva battaglia di Hattin. In seguito alla sconfitta, Saladino offrì ai cristiani la possibilità di vivere in pace sotto il dominio islamico o approfittare di un periodo di grazia di 40 giorni per ritirarsi. Così, gran parte della Palestina venne rapidamente conquistata dalle truppe musulmane, tra cui, dopo un breve assedio di cinque giorni, anche Gerusalemme. Secondo quanto raccontato da Benedetto di Peterborough, papa Urbano III, appresa la notizia della sconfitta, morì per il profondo sconforto. Il suo successore, papa Gregorio VIII emise una bolla papale, intitolata Audita tremendi, con cui invocava la terza crociata perché si riconquistasse la città santa di Gerusalemme. Il 28 agosto 1189, re Guido di Lusignano mise sotto assedio la città strategica di San Giovanni d'Acri. Sia l'esercito cristiano sia quello musulmano di Saladino poterono beneficiare di rifornimenti provenienti dal mare e questo fece sì che l'assedio si prolungasse per anni.

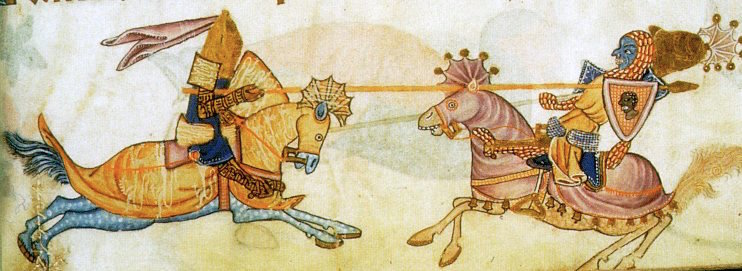
Riccardo I d'Inghilterra combatte contro Saladino

La terza crociata (1189-1192) fu chiamata anche la "crociata dei Re" poiché vi parteciparono molti regnanti cristiani che dovettero affrontare un viaggio inevitabilmente lungo e ricco di eventi. L'imperatore del Sacro Romano Impero Federico Barbarossa viaggiando attraverso la terraferma morì affogato nel fiume Saleph e solo pochi dei suoi uomini riuscirono a raggiungere le coste orientali del Mediterraneo. Attraversando il mare, Riccardo Cuor di Leone, re d'Inghilterra conquistò nel 1191 Cipro dopo che la sorella e la fidanzata, che viaggiavano separate da Riccardo, erano state catturate da Isacco Comneno imperatore dell'isola. Filippo II di Francia fu il primo re ad arrivare all'assedio di Acri, mentre Riccardo giunse l'8 giugno 1191. L'arrivo degli eserciti francesi e angioini influirono fin da subito sugli esiti del lungo conflitto a loro favore, tanto che il 12 luglio la guarnigione musulmana di Acri si arrese ai Cristiani. Filippo allora ritenne di aver adempiuto al suo voto e fece immediato ritorno in Francia per affrontare questioni interne, lasciando tuttavia la maggior parte delle sue forze. Riccardo, invece, proseguì verso sud lungo la costa mediterranea, sconfiggendo ad Arsuf i musulmani e riconquistando la città portuale di Giaffa. Per ben due volte tentò di marciare in direzione di Gerusalemme per poi rinunciare giudicando insufficienti le proprie risorse necessarie per prendere con successo la città o per doverla poi successivamente difendere. La terza crociata terminò così, Riccardo e il Saladino siglarono la pace di Ramla, una tregua di 3 anni con la quale Gerusalemme sarebbe rimasta sotto il controllo musulmano, permettendo però ai pellegrini cristiani disarmati di recarsi nella città. Il 9 ottobre Riccardo partì per fare ritorno in Inghilterra, spinto anche da instabilità politiche che affliggevano il suo Regno. Saladino morì nel marzo del 1193.

### Crociate del XIII secolo

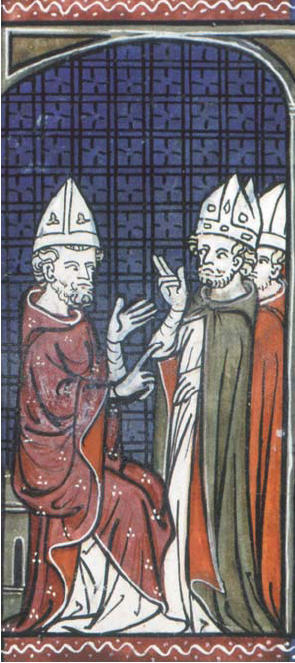
Papa Innocenzo III

Nel 1198 Papa Innocenzo III, all'indomani della propria elezione al soglio pontificio, incominciò a predicare, soprattutto in Francia ma anche in Inghilterra e Germania, a favore di una mobilitazione militare che porterà alla quarta crociata. Riunitasi a Venezia una delegazione di crociati, il doge Enrico Dandolo e Filippo di Svevia pensarono di utilizzare la spedizione militare per perorare le proprie laiche ambizioni. A ciò contribuirono anche le insufficienti truppe disponibili per attaccare l'Egitto, che fu l'obiettivo teorico della crociata dopo che venne scartata l'ipotesi iniziale di recarsi a liberare Gerusalemme, come auspicato dal Papa. Le reali intenzioni di Dandolo furono invece rivolte a espandere il potere di Venezia nel Mediterraneo orientale, mentre Filippo intendeva rimettere sul trono di Bisanzio il cognato esiliato Alessio IV Angelo insieme con il padre Isacco II Angelo rovesciando il governo di Alessio III Angelo, zio di Alessio IV. Quando i cavalieri crociati giunsero nella città lagunare in un numero così esiguo da non essere in grado di pagare per avere una flotta per recarsi in Egitto, essi dovettero accettare di deviare a Costantinopoli e spartire poi con i veneziani, a titolo di pagamento, ciò che avrebbero saccheggiato.
Salpati verso la fine del 1202, i crociati durante il viaggio fecero tappa nella città cristiana di Zara, mettendola sotto assedio, suscitando le ire del pontefice che prontamente scomunicò la spedizione. Tuttavia, i diversi baroni crociati dichiararono di essere stati ricattati e costretti da Venezia alla sciagurata azione; il papa allora tolse loro la scomunica che andò completamente a carico dei veneziani. Finalmente giunti, il 23 giugno 1203, a Costantinopoli ne incominciarono un primo assedio che si concluse con la salita al trono di Alessio IV Angelo che promise ai crociati ricche ricompense. Tuttavia, le casse dell'impero bizantino erano vuote e il malcontento cominciò a serpeggiare tra i crociati con conseguente moltiplicarsi degli atti di ostilità verso la popolazione. Alessio IV venne assassinato e gli succedette Alessio V Ducas che immediatamente rifiutò qualsiasi pagamento ai crociati e ai veneziani. Non accettando di far ritorno in Europa a mani vuote, questi assediarono nuovamente la città arrivando infine a saccheggiarla, spogliando le chiese dei loro tesori e facendo strage degli abitanti. L'Impero bizantino venne spartito tra i crociati, con le principali piazzeforti commerciali in Morea e alcune isole adriatiche assegnate a Venezia stessa, dando poi inizio al cosiddetto Impero latino d'Oriente. Terminò così la quarta crociata senza aver mai nemmeno raggiunto i luoghi della Terra Santa o l'Egitto.

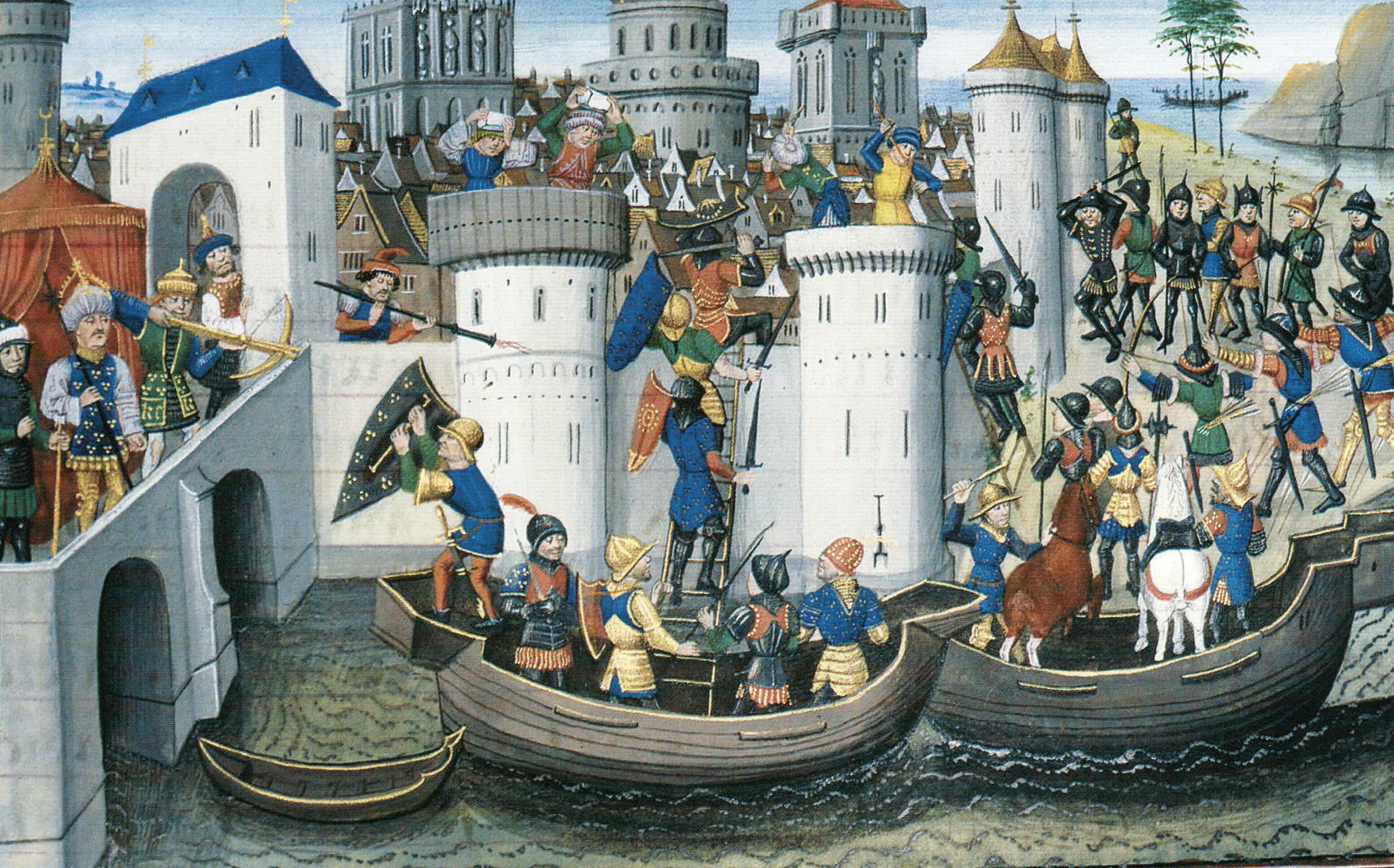
Conquista di Costantinopoli, nel 1204, da parte dei crociati

Durante il XIII secolo vi furono diversi movimenti popolari a sostegno delle crociate e della riconquista della Terra Santa come quelli che portarono alla Crociata dei fanciulli del 1212. Vasti gruppi di adolescenti e bambini si raccolsero spontaneamente con la convinzione che la loro innocenza consentisse il successo dove i loro anziani fallirono. Tuttavia, pochi di questi si recarono verso la Terra Santa e benché vi siano scarse fonti riguardo a questi eventi, che spesso si perdono tra leggenda e realtà, essi ci danno l'idea di come i cuori e le menti di moltissima gente fossero rivolti verso la causa.

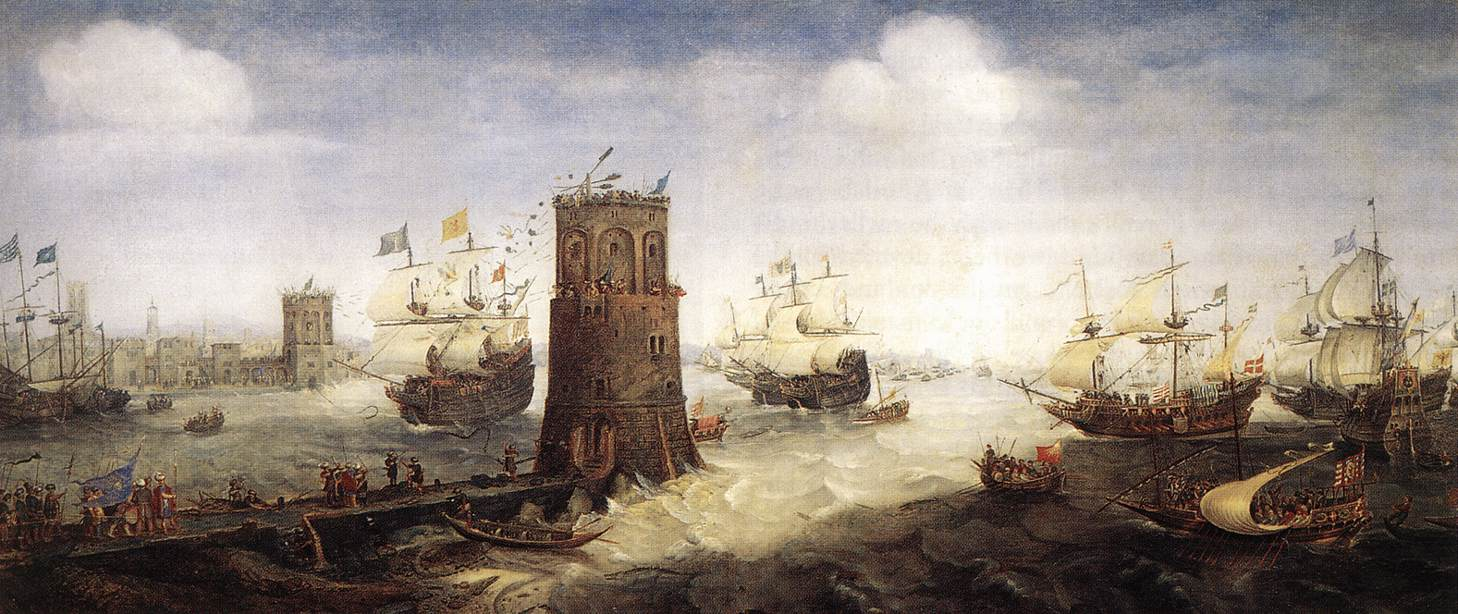
La cattura di Damietta (Cornelis Claesz van Wieringen)

Sotto il pontificato di papa Innocenzo III il Concilio Lateranense IV aveva deciso d'indire una nuova crociata, la quinta (1217-1221), contro la dinastia degli Ayyubidi, i successori di Saladino in Egitto e in Siria. Federico II, in occasione della sua incoronazione a Rex romanorum, nel 1215, giurò solennemente di prendervi parte, ma poi rimandò più volte, il che provocò tensioni con il papa. Papa Onorio III stabilì infine che la crociata dovesse aver inizio il 1º giugno 1217. Guidati da Andrea II d'Ungheria e da Leopoldo VI di Babenberg, gli eserciti provenienti principalmente dall'Ungheria, dalla Germania, dalle Fiandre e dalla Frisia, raggiunsero ben scarsi risultati. Leopoldo e Giovanni di Brienne assediarono e conquistarono lo strategico porto egiziano di Damietta, sulla parte orientale del delta del Nilo, ma l'avanzata in Egitto fu poi costretta ad arrestarsi. Damietta venne poi restituita ai musulmani a seguito di una rovinosa sconfitta avvenuta nell'agosto del 1221, dopo che l'esercito crociato attese inutilmente l'arrivo della flotta di Federico II. La crociata, a cui si dice partecipò anche Francesco d'Assisi per dare una testimonianza pacifica della fede cristiana terminò con un concordato di otto anni stipulato con i musulmani.

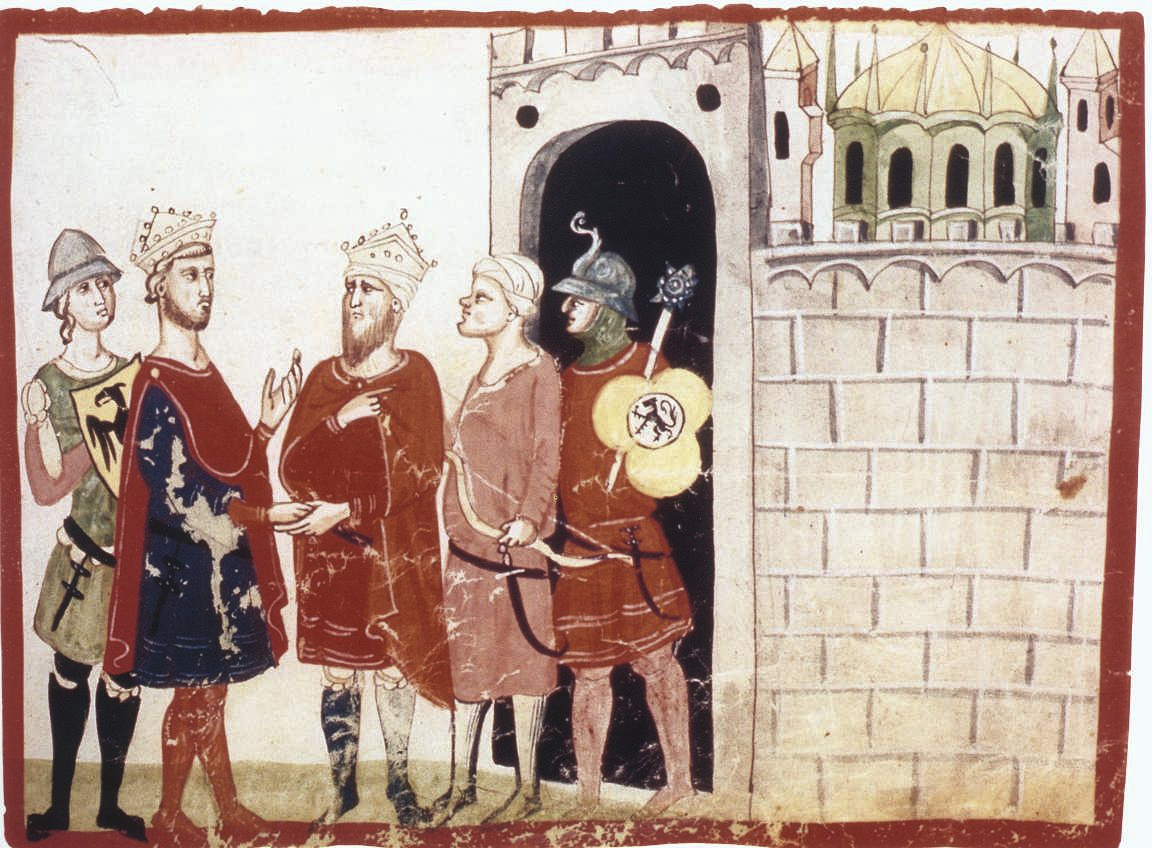
Federico II (a sinistra) incontra al-Kamil (a destra), in una illustrazione del manoscritto Nuova Cronica di Giovanni Villani

Dopo il fallimento della quinta crociata, l'imperatore Federico II, con il trattato di San Germano (l'odierna Cassino), si era solennemente impegnato, nel 1225, a guidare la sesta crociata in Terra Santa di cui aveva più volte ritardato l'inizio, impegnato com'era alla prioritaria stabilizzazione politica e al consolidamento amministrativo del Regno di Sicilia, attraversato allora da moti di rivolta. Quando nel 1227, a causa di una malattia, fu costretto a rimandare la crociata ancora una volta, venne scomunicato da papa Gregorio IX. Nonostante questo, dal momento che il matrimonio con Isabella II di Gerusalemme gli permetteva di rivendicare il regno di Gerusalemme, si decise finalmente a recarsi in Terra Santa, raggiungendo Acri nel 1228. Gran parte della storiografia indica questa spedizione di Federico come la sesta crociata, mentre altri storici tendono a considerarla parte della quinta; in ogni caso, i due eventi devono essere considerati strettamente correlati.
Culturalmente Federico era il monarca cristiano più aperto verso il mondo musulmano e le sue grandi abilità diplomatiche comportarono che la spedizione si risolse in gran parte in una serie di negoziati. Infatti Federico, in parte anche per la scarsità di truppe, l'aveva preparata su un piano squisitamente diplomatico: nell'estate 1227, aveva inviato Berardo di Castagna, arcivescovo di Palermo a lui fedelissimo, in missione diplomatica in Egitto, insieme con Tommaso I d'Aquino, conte di Acerra: recando con sé ricchissimi doni, tra cui pietre preziose e un cavallo sellato d'oro, Berardo aveva il delicato compito di saggiare le interessanti prospettive di intesa appena apertesi con il sultano ayyubide, il curdo al-Malik al-Kāmil Venne così concordato un trattato di pace che consegnava ai cristiani la città di Gerusalemme, a patto che le fortificazioni cittadine fossero demolite e non ricostruire, con esclusione delle aree sacre ai musulmani che andarono sotto il loro controllo. Inoltre, ai cristiani andò una striscia di territorio che collegava Gerusalemme ad Acri. In cambio, venne stipulata un'alleanza con Al-Kamil, sultano d'Egitto, contro tutti i suoi nemici di qualsiasi religione. Questi trattati e i sospetti sulle ambizioni di Federico nella regione lo fecero diventare un pericolo agli occhi del papato e quindi fu costretto a fare immediato ritorno presso le sue terre quando papa Gregorio IX indisse una crociata contro di lui.
Le conquiste diplomatiche di Federico durarono poco meno di vent'anni. Nel 1244, dei mercenari corasmi che viaggiavano verso l'Egitto al servizio di As-Salih Ismail, emiro di Damasco assediarono Gerusalemme sconfiggendo i cristiani e i siriani nella battaglia di al-Harbiyya. Ciò portò all'immediata reazione di Luigi IX, re di Francia che organizzò una crociata, che la storiografia generalmente indica come la settima crociata, la quale giunse in Egitto nel 1249. La spedizione si risolse in un insuccesso. Luigi venne sconfitto a Mansura e fatto poi prigioniero mentre si ritirava verso Damietta. Concordata un'ulteriore tregua di dieci anni, Luigi venne rilasciato; tuttavia egli rimase in Siria fino al 1254 al fine di consolidare gli stati crociati.

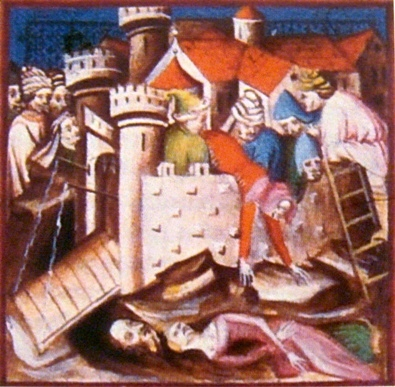
Caduta della città di Acri

Nel 1270 ebbe inizio l'ultima crociata di re Luigi IX, generalmente considerata l'ottava crociata, che ebbe come obiettivo Tunisi. Durante l'assedio della città, tuttavia, l'esercito venne devastato da un'epidemia di peste e dalla dissenteria che colpirono lo stesso Luigi, uccidendolo il 25 agosto. La flotta crociata fece allora ritorno in Francia, lasciando solo il principe Edoardo, il futuro re d'Inghilterra, con un piccolo seguito per continuare quella che è conosciuta come nona crociata, anche se molti storici non la considerano una crociata a sé stante ma piuttosto una continuazione dei fatti precedenti. Edoardo, dopo essere sopravvissuto a un tentativo di assassinio organizzato dal sultano mamelucco Baybars, negoziò una tregua di dieci anni e poi tornò a gestire i suoi affari in Inghilterra. Con questo si concluse l'ultima crociata significativa nel Vicino Oriente. L'elezione del 1281 di un papa francese, Martino IV, comportò il pieno potere sul papato da parte di Carlo I d'Angiò. Egli incominciò a preparare una crociata contro Costantinopoli ma una ribellione, passata alla storia come Vespri siciliani, fomentata da Michele VIII Paleologo, lo privò delle risorse necessarie e Pietro III di Aragona venne proclamato re di Sicilia. In risposta, Martino IV scomunicò Pietro e chiese una "crociata aragonese", che tuttavia non riuscì. Nel 1285 re Carlo morì, dopo aver trascorso la sua vita cercando di accrescere un impero mediterraneo; lui e suo fratello Luigi si considerarono strumenti di Dio per difendere il papato.

### Tramonto delle crociate in Terra Santa
Le cause del declino delle crociate e il fallimento degli Stati crociati sono molteplici. Tradizionalmente ciò viene spiegato in termini di riunificazione musulmana e di entusiasmo sul Jihād, ma molti storici considerano queste motivazioni troppo semplicistiche. L'unificazione musulmana era solo sporadica e il desiderio del Jihad era effimero. La natura delle Crociate non era adatta alla conquista e alla difesa della Terra Santa. I crociati vedevano il loro impegno come un pellegrinaggio personale e di solito quando lo completavano facevano ritorno nelle proprie terre. Anche se la filosofia della crociata cambiò nel tempo, esse continuarono a essere costituite da eserciti di breve formazione senza una guida unica ma con diversi condottieri indipendenti. Il fervore religioso rese possibili sforzi stupefacenti di grandi imprese militari, ma si rivelò anche difficile da gestire e controllare. Controversie di successione e rivalità dinastiche in Europa, scarsi raccolti e movimenti eretici, contribuirono a ridurre l'interesse dell'Europa occidentale per Gerusalemme e la Terra Santa. In definitiva, anche se i combattimenti avvennero anche sul confine del mondo islamico, le enormi distanze resero enormemente difficile l'organizzazione delle crociate e il mantenimento delle comunicazioni tra gli eserciti. Ciò permise ai musulmani, sotto le guide di capi carismatici come Norandino, Saladino e Baybars, di utilizzare a proprio vantaggio la vicinanza con i teatri di battaglia. Gli stati crociati di Outremer si estinsero definitivamente con la caduta di Tripoli avvenuta nel 1289 e quella di Acri nel 1291. Molti cristiani latini scapparono a Cipro via mare, altri vennero uccisi o resi schiavi.

## Crociate europee

### Crociate del nord

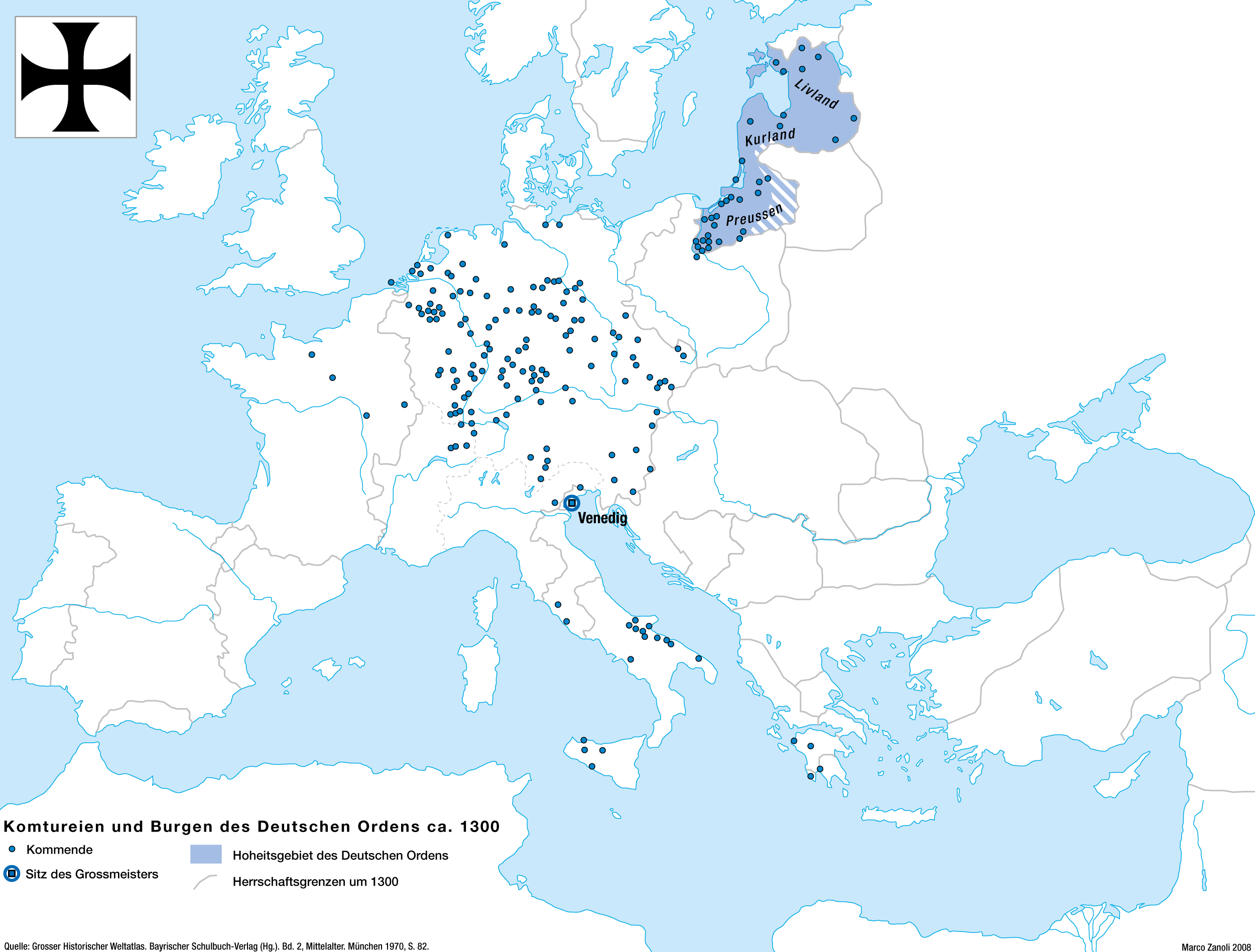
Estensione dell'Ordine Teutonico nel 1300

Il successo della prima crociata indusse i papi del XII secolo, come Celestino III, Innocenzo III, Onorio III e Gregorio IX, a promuovere campagne militari con lo scopo di cristianizzare le regioni più remote dell'Europa settentrionale e nordorientale. Queste campagne sono oggi conosciute come le crociate del nord. La crociata dei Venedi del 1147 vide sassoni, danesi e polacchi tentare di convertire con la forza gli "slavi dell'Elba" (Venedi o Vendi), popolazioni stanziate fra i fiumi Elba, Trave e Oder, prevalentemente nel territorio dell'attuale Meclemburgo-Pomerania Anteriore e in quelli circostanti. Celestino III invocò una crociata nel 1193, ma quando il vescovo Bertoldo di Hannover cinque anni rispose venne condotto un vasto esercito verso una sconfitta. Come risposta, Innocenzo III emise una bolla in cui si dichiarò una crociata (conosciuta come crociata livoniana) che portò alla conquista e alla colonizzazione della Livonia medievale, nei territori oggi parte della Lettonia e dell'Estonia. Queste terre sulla riva orientale del Mar Baltico erano l'ultimo angolo di Europa ancora da cristianizzare.
Corrado I di Polonia, nel 1226, concesse Chełmno ai Cavalieri Teutonici come base per una crociata contro i principi polacchi locali. I Cavalieri portaspada vennero sconfitti dai lituani, per cui nel 1237 Gregorio IX incorporò il resto dell'ordine nell'Ordine teutonico come Ordine livoniano. Alla metà del secolo, i Cavalieri Teutonici riuscirono a completare la conquista della Prussia per poi, nei decenni successivi, intraprendere la crociata lituana nel tentativo di convertire i lituani. L'ordine entrò in conflitto anche con la Chiesa Ortodossa Orientale delle Repubbliche di Pskov e Novgorod. Nel 1240 l'esercito ortodosso di Novgorod sconfisse gli svedesi cattolici nella battaglia della Neva e, due anni più tardi, fece la stessa cosa con l'Ordine livonese nella battaglia del lago ghiacciato.

### Crociata albigese

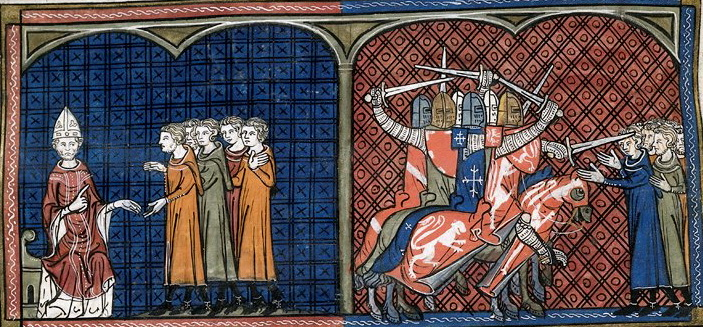
Papa Innocenzo III scomunica gli Albigesi (sinistra), a destra i crociati che li massacrano

La Crociata albigese (1209-1229) fu una campagna promossa da papa Innocenzo III contro gli eretici catari che si erano notevolmente espansi nella Francia meridionale. I catari vennero così brutalmente sterminati e l'autonoma Contea di Tolosa venne formalmente unita alla corona di Francia. La sola erede della contea Giovanna fu fatta fidanzare con Alfonso di Poitiers, fratello minore di Luigi IX di Francia. Dal matrimonio, volontariamente, non nacquero figli in modo che alla morte di Giovanna la contea cadesse sotto il controllo diretto della Francia Capetingia, uno degli obiettivi iniziali dei crociati.

### Crociata bosniaca
La crociata bosniaca fu una campagna militare intrapresa contro l'indipendente Chiesa bosniaca, accusata di sostenere un'eresia: il bogomilismo. Tuttavia, alcuni ritengono che l'iniziativa non fosse priva di ambizioni territoriali degli Ungheresi. Nel 1216 venne inviata una missione che tentò, senza successo, di convertire la Bosnia al cattolicesimo romano. Nel 1225 Papa Onorio III incoraggiò gli Ungheresi a muovere una crociata contro il Banato di Bosnia. Questa finì con un fallimento dopo che i crociati vennero sconfitti dall'impero Mongolo nella battaglia di Mohi. Nel 1234 Papa Gregorio IX incoraggiò nuovamente una crociata, ma anche questa volta si risolse in una disfatta, quando gli Ungheresi vennero respinti dai bosniaci.

### Reconquista
Vennero concessi privilegi crociati a coloro che nella penisola iberica avessero partecipato alle campagne dei Templari, degli Ospedalieri e degli altri ordini iberici che confluirono nell'ordine di Calatrava e di Santiago. I regni cristiani combatterono contro i mori e gli Almohadi in frequenti crociate approvate dal Papa dal 1212 al 1265. L'emirato di Granada resistette fino al 1492, quando i musulmani e gli ebrei vennero definitivamente espulsi dalla penisola.

## Crociate del XIV, XV, XVI, XVII secolo

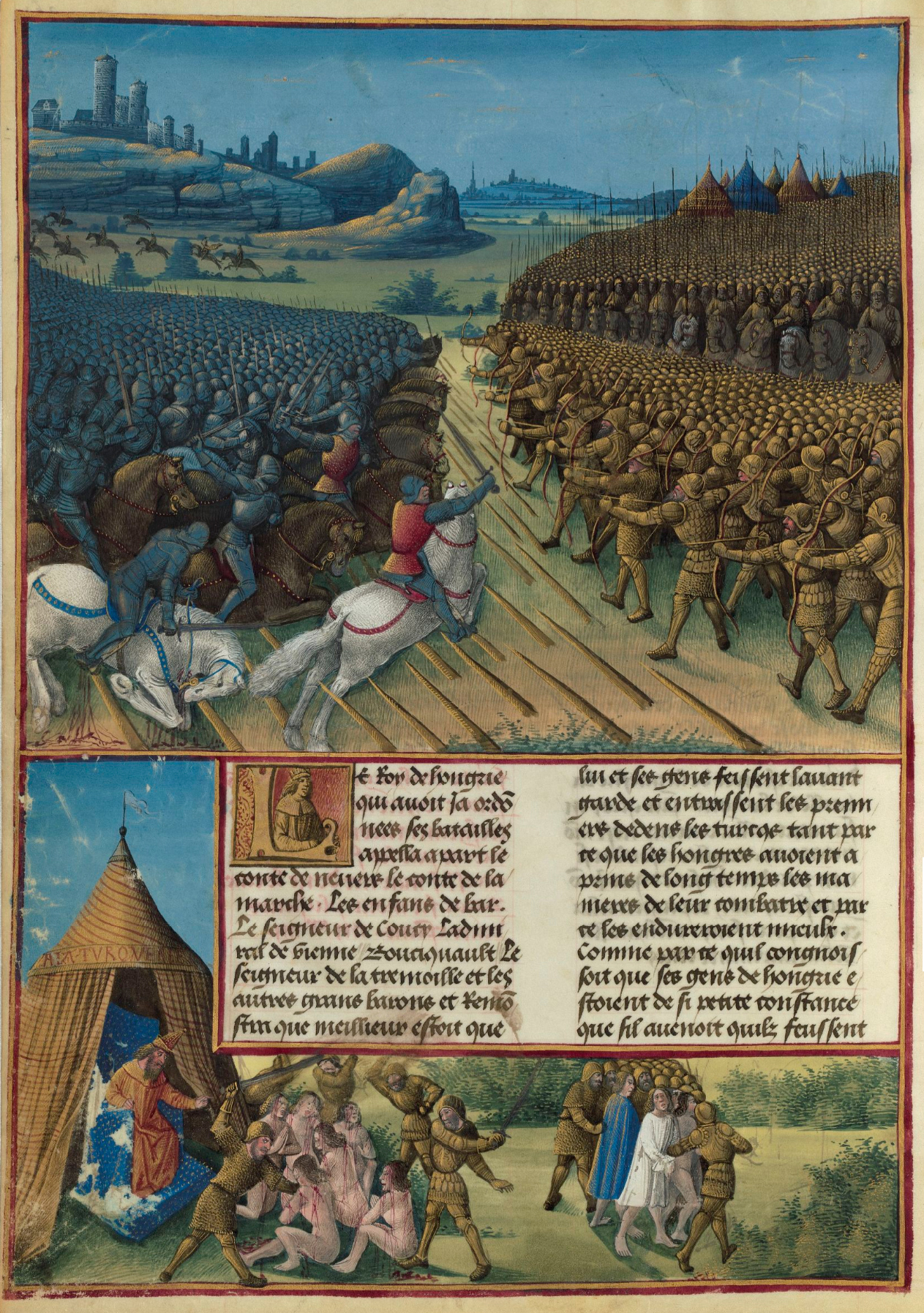
La battaglia di Nicopolis in una miniatura di Jean Colombe intitolata Les Passages d'Outremer, 1475 circa

Nel XIV e XV secolo vennero promosse diverse crociate con lo scopo di contrastare l'espansione degli ottomani nei Balcani. Nel 1309, circa 30.000 contadini provenienti dall'Inghilterra, dalla Francia nordorientale e dalla Germania si recarono fino ad Avignone, ma li giunti si dispersero. Pietro I di Cipro conquistò e saccheggiò Alessandria nel 1365, in quella che poi divenne nota come crociata alessandrina; egli fu spinto sia da scopi commerciali sia religiosi. Nel 1390, Luigi II di Borbone condusse la crociata berbera nell'Africa del nord contro pirati musulmani. Dopo un assedio di dieci settimane, i Crociati siglarono una tregua di dieci anni.
Nonostante questi sforzi, gli Ottomani riuscirono a conquistare la maggior parte dei Balcani e, dopo la vittoria nella battaglia della Piana dei Merli del 1389, a ridurre l'influenza bizantina alla sola area di Costantinopoli. Nicopoli venne conquistata dallo zar dei Bulgari Ivan Šišman nel 1393 e un anno dopo Papa Bonifacio IX proclamò una nuova crociata contro i turchi, anche se lo scisma d'occidente aveva diviso il papato. Questa crociata fu guidata da Sigismondo di Lussemburgo, Re d'Ungheria a cui si unirono molti nobili francesi, tra cui il comandante militare della spedizione, Giovanni di Borgogna. Nonostante Sigismondo consigliò ai crociati di adottare una strategia cauta e difensiva, quando essi raggiunsero il Danubio tentarono di assediare la città di Nicopolis dove vennero sconfitti dagli ottomani il 25 settembre patendo gravi perdite.

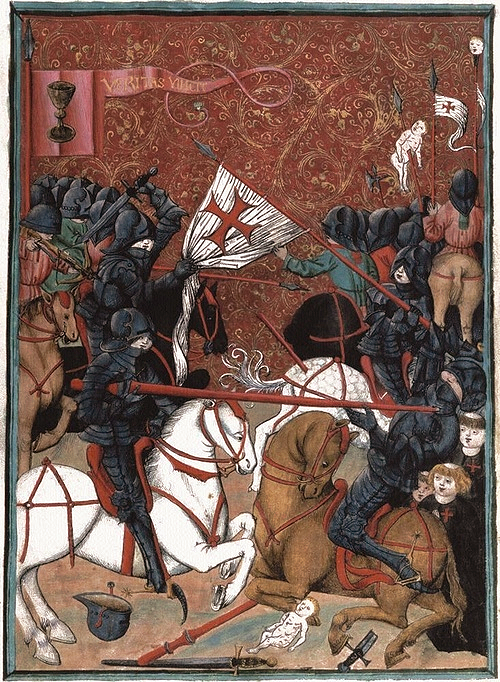
Vittoria Hussita sui crociati nella battaglia di Domažlice

Viene chiamata "crociata Hussita" una serie di guerre di religione condotte contro gli eretici Hussiti, a più riprese, nell'arco di oltre un quindicennio. Queste crociate vennero dichiarate cinque volte negli anni 1420, 1421, 1422, 1427 e 1431 e costrinsero le forze hussite, che erano divise su molti punti dottrinali, a unirsi per respingere gli attaccanti. Le guerre si conclusero nel 1436 con la ratifica dei compactata di Basilea da parte della Chiesa cattolica e degli Hussiti.
Mentre gli Ottomani si riversavano verso ovest, il sultano Murad II sconfisse, nel 1444, l'ultima crociata papale a Varna sul Mar Nero e quattro anni più tardi distrusse l'ultima spedizione ungherese. Nel 1453, con la caduta di Costantinopoli, tramonta definitivamente l'Impero bizantino. János Hunyadi e Giovanni da Capestrano organizzarono nel 1456 una crociata per opporsi all'impero ottomano e rispondere all'assedio di Belgrado.
Papa Pio II e Giovanni di Capistrano predicarono la Crociata, e i principi del Sacro Romano Impero nelle Diete di Ratisbona e di Francoforte promisero assistenza, inoltre si formò una lega tra Venezia, Firenze e Milano, ma alla fine non giunse alcun aiuto concreto. Nell'aprile del 1487, Papa Innocenzo VIII chiese una crociata contro i valdesi di Savoia, del Piemonte e del Delfinato, poiché non erano ortodossi e considerati eretici. I soli sforzi intrapresi furono nel Delfinato e non portarono quindi a cambiamenti significativi. Venezia era l'unica potenza che continuava a rappresentare una minaccia significativa per gli ottomani, ma perseguì una "crociata" soprattutto per i suoi interessi commerciali, e ciò portò alla serie di guerre turco-veneziane che si protrassero, tuttavia con interruzioni, fino al 1718. La fine delle crociate, intese come impegni dell'Europa cattolica contro le incursioni musulmane, avvenne nel XVI secolo, quando le guerre franco-imperiali assunsero proporzioni continentali. Francesco I di Francia cercò ovunque alleati compresi i principi protestanti tedeschi e i musulmani. Tra questi, siglò una capitolazione dell'Impero Ottomano con Solimano il Magnifico, facendo una causa comune con Khayr al-Din Barbarossa e un certo numero di vassalli nordafricani del Sultano.
L'ultima crociata significativa fu quella che, bandita da Innocenzo XI, portò alla vittoriosa, per i cristiani guidati dal re Giovanni III di Polonia, battaglia di Vienna del 1683.

## Stati crociati

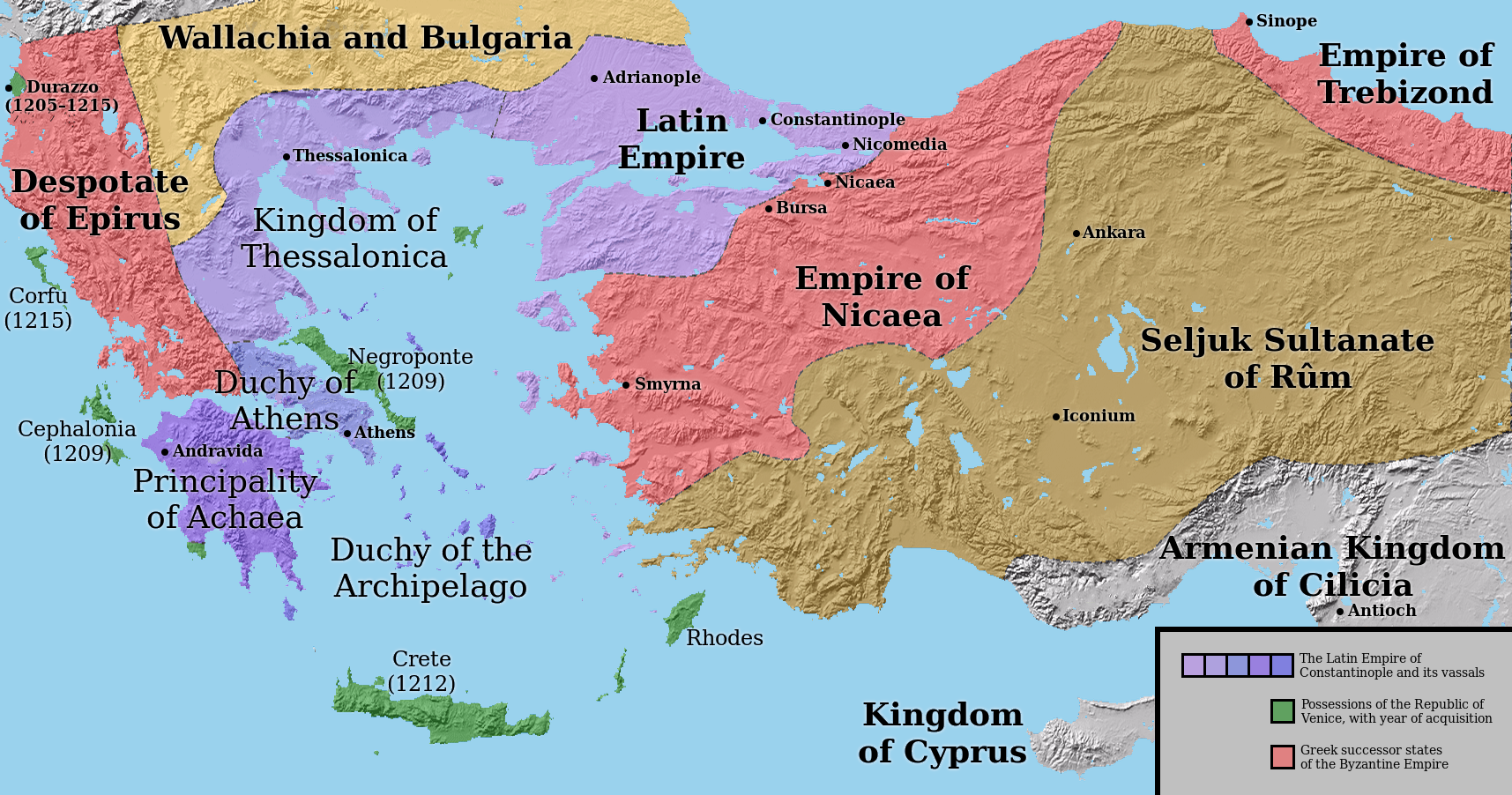
Gli imperi latini e bizantini nel 1205

A seguito della conquista di Gerusalemme nella prima Crociata e la vittoria ad Ascalona, la maggior parte dei crociati considerò il proprio pellegrinaggio completato e fece ritorno in Europa. Goffredo di Buglione venne lasciato con soli 300 cavalieri e 2.000 soldati a difendere il territorio conquistato. Tra i principi crociati, solo Tancredi rimase in Terra Santa con lo scopo di stabilire un suo dominio. A questo punto i "Franchi" mantennero solo Gerusalemme e due grandi città siriane: Antochia ed Edessa ma non i territori circostanti. Così, nella prima metà del XII secolo, si consolidarono quattro Stati crociati: la Contea di Edessa (1098-1149), il Principato di Antiochia (1098-1268), il Regno di Gerusalemme (1099-1291) e la contea di Tripoli (1104-1289, sebbene la città di Tripoli fosse rimasta sotto il controllo musulmano fino al 1109). Questi Stati furono generalmente conosciuti come Terre d'Oltremare.
La quarta crociata portò alla costituzione dell'Impero latino di Costantinopoli frutto della spartizione tra i partecipanti del territorio bizantino in Europa. L'imperatore latino controllava un quarto del territorio bizantino, la Repubblica di Venezia il trecentesimo (compresi i tre ottavi della città di Costantinopoli), e il resto venne diviso tra gli altri comandanti della Crociata. Ciò dette inizio al periodo della storia greca conosciuto come Frankokratia o Latinokratia ("dominio franco [o latino]"), in cui i nobili cattolici dell'Europa occidentale - principalmente Italiani e Francesi - costituirono degli Stati sull'ex territorio bizantino e governarono sui Greci ortodossi Bizantini. A lungo termine, gli unici beneficiari di questa situazione furono i Veneziani.

## Finanziamenti
Le crociate furono economicamente molto onerose e, mentre le guerre aumentarono in numero, i loro costi lievitarono. Papa Urbano II esortò i ricchi nobili ad aiutare i cavalieri della prima crociata, come fecero il duca Roberto II di Normandia e il conte Raimondo IV di Tolosa, che sovvenzionarono la spedizione. Il costo totale sostenuto da re Luigi IX di Francia per la crociata del 1284-85 è stato stimato in sei volte il reddito annuale della corona. I regnanti chiesero sovvenzioni dai loro sudditi, le elemosine e i lasciti in seguito alla conquista della Palestina furono ulteriori fonti di reddito. I papi ordinarono che fossero collocate nelle chiese delle cassette di raccolta per le donazioni e, a partire dalla metà del XII secolo, concessero indulgenze in cambio di sovvenzioni e di lasciti ereditari.

## Ordini religiosi cavallereschi

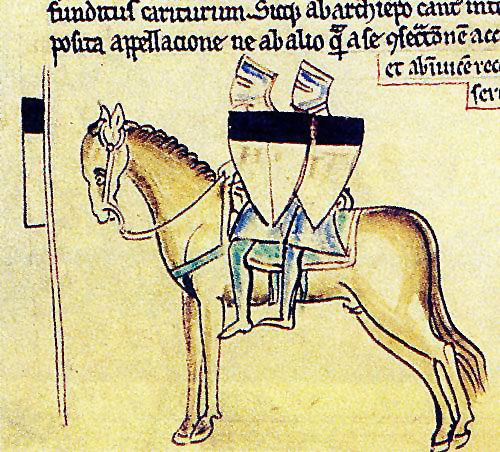
Una raffigurazione tipica dei cavalieri templari in un manoscritto del 1215. I due cavalieri che condividono la cavalcatura sono stati interpretati come simbolo di povertà o della dualità del monaco/soldato.

Durante l'epoca delle crociate nacquero numerosissimi ordini religiosi cavallereschi, tra cui i Cavalieri Ospitalieri e i Cavalieri Templari, che costituirono i primi eserciti professionisti cristiani posti alla difesa del Regno cristiano di Gerusalemme e degli altri stati crociati. Gli Ospitalieri (Ordine dei Cavalieri dell'Ospedale di San Giovanni di Gerusalemme) vennero fondati a Gerusalemme durante la Prima Crociata e in seguito aggiunsero l'elemento militare alla loro funzione di assistenza ai malati diventando un ordine militare molto più grande. I poveri cavalieri di Cristo (i Templari) e il loro tempio di Salomone furono fondati intorno al 1119 partendo da un ristretto gruppo di cavalieri che si dedicavano alla protezione dei pellegrini in viaggio verso Gerusalemme. Gli Ospitalieri e i Templari divennero organizzazioni sovranazionali, poiché il sostegno papale gli permise di ottenere ricche donazioni di terreni e di beni in tutta Europa. Ciò, a sua volta, portò a un flusso costante di nuove reclute e di averi perché si potessero mantenere più fortificazioni in tutto l'Outremer. Con il passare del tempo, essi conquistarono un potere autonomo nella regione. Dopo la caduta di Acri, gli Ospitalieri si trasferirono a Cipro per poi conquistare e governare l'isola di Rodi (1309-1522) da cui furono scacciati e quindi ripiegarono su Malta (1530-1798) fino all'avvento di Napoleone Bonaparte che disciolse l'ordine. In seguito ripristinato, continuano a esistere tutt'oggi. Probabilmente per motivi finanziari e politici, Filippo IV di Francia, intraprese una forte campagna di opposizione contro i Cavalieri Templari che lo portarono a esercitare pressioni su Papa Clemente V. Nel 1312, quest'ultimo rispose con una serie di bolle pontificie tra cui la Vox in excelso e Ad providam che portarono al discioglimento dell'ordine con le accuse, probabilmente artificiose, di sodomia, magia ed eresia.
Durante la terza crociata, per opera di alcuni tedeschi, sorse anche l'Ordine Teutonico con lo scopo di assistere i pellegrini provenienti dalla Germania. Fino alla perdita di Acri, il loro principale teatro di operazioni rimase la Terra Santa, tuttavia già a partire dal secondo decennio del XIII secolo operarono nell'Europa orientale, prima in Transilvania, per proteggere il Regno d'Ungheria dalle incursioni dei nomadi Cumani, quindi sulla costa baltica, nella zona che si estendeva a nord-est dei territori polacchi. Nel 1525 il grande maestro dell'Ordine si convertì al luteranesimo e secolarizzò i possedimenti prussiani, assumendo il titolo di duca di Prussia. Soppresso anch'esso da Napoleone nel 1809, l'ordine venne poi ripristinato dagli Asburgo; dopo una riforma del 1929 diviene un ordine di canonici regolari per la cura d'anime e le opere di carità.

## Lascito
Il Regno di Gerusalemme è considerato il primo esperimento del colonialismo europeo che ha istituito le "Terre d'Oltremare". La crescita, il trasporto e l'approvvigionamento dei grandi eserciti portarono a un fiorente commercio tra l'Europa e questi territori. Le Repubbliche marinare di Genova e Venezia fiorirono, creando nel Vicino Oriente colonie profittevoli per gli scambi commerciali.
Le crociate consolidarono la guida papale della Chiesa latina, rafforzando il legame tra la cristianità occidentale, il feudalesimo e il militarismo e aumentando la tolleranza del clero alla violenza. L'affermarsi del sistema delle indulgenze divenne uno dei motivi che portarono alla Riforma Protestante dei primi anni del XVI secolo. Le crociate ebbero anche un ruolo fondamentale nella creazione e nell'istituzionalizzazione degli ordini militari e domenicani e dell'inquisizione medievale.
Molti storici sostengono che l'interazione tra le culture cristiane occidentali e quelle islamiche fu un fattore significativo, in definitiva positivo, nello sviluppo della civiltà europea e del rinascimento. Le molte interazioni tra gli europei e il mondo musulmano portarono a una migliore percezione della cultura islamica, ma resero anche difficile per gli storici identificare la fonte specifica delle varie fecondazioni culturali. L'arte e l'architettura delle Terre di Oltremare mostrano evidenti testimonianze della fusione culturale, ma è difficile tenere traccia delle miniature che si trovano nei manoscritti e degli stili di progettazione dei castelli. Le fonti testuali sono più semplici e le traduzioni fatte ad Antiochia sono notevoli, ma tuttavia considerate secondarie in importanza rispetto alle opere provenienti dalla Spagna musulmana e dalle testimonianze della cultura ibrida siciliana. Inoltre, le biblioteche musulmane contenevano testi classici greci e romani che permisero all'Europa di riscoprire la filosofia, la scienza e la medicina pre-cristiana.
Lo storico Jonathan Riley-Smith ritiene che gran parte della comprensione popolare delle Crociate derivi dai romanzi di Walter Scott e dagli scritti di Joseph-François Michaud. Le crociate contribuirono enormemente all'affermarsi della letteratura medievale, del romanticismo e della filosofia.
Il parallelismo storico e la tradizione dell'ispirazione medievale sono diventati fondamentali dell'ideologia islamica. Il nazionalismo arabo secolare si concentra sull'idea dell'imperialismo occidentale. Gamal Abdel Nasser si è paragonato a Saladino e l'imperialismo è stato associato alle crociate. Nella sua "Storia delle crociate" Sa'id Ashur ha sottolineato la somiglianza tra la situazione moderna e medievale nei confronti dei musulmani e la necessità di studiare a fondo le crociate.

## Storiografia

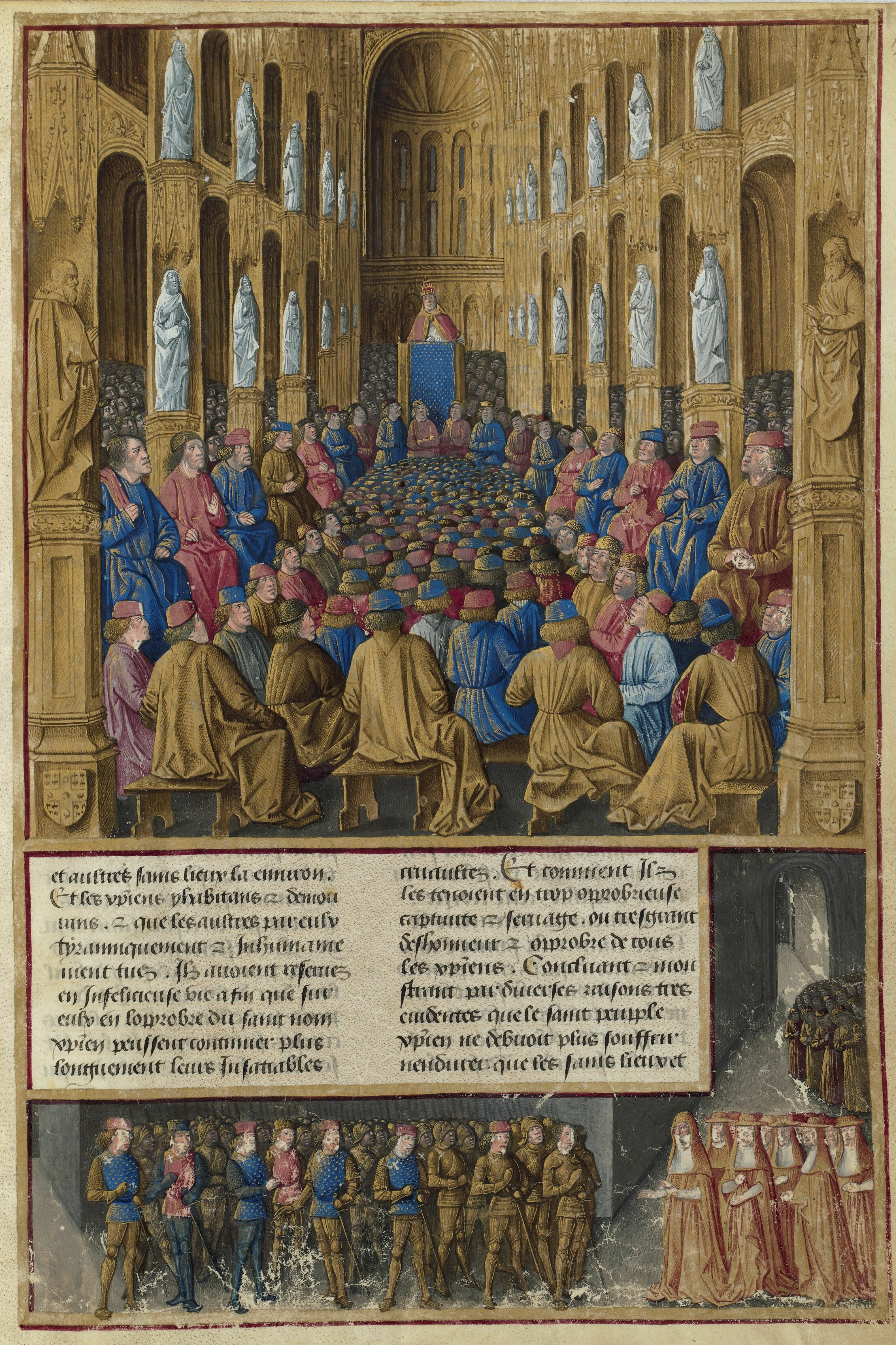
Illustrazione del Concilio di Clermont, opera di Jean Colombe, 1475 circaFsia

Esistono ben cinque importanti fonti riguardo all'concilio di Clermont che portò alla prima crociata: l'opera anonima Gesta Francorum et aliorum Hierosolymitanorum datata 1100-01, Fulcherio di Chartres che partecipò al concilio, Roberto il Monaco che potrebbe essere stato anch'egli presente, Baudri de Bourgueil arcivescovo di Dol e Guiberto di Nogent abate e storico. Queste fonti differiscono notevolmente. Nella sua Historia Iherosolimitana (1106–07), Roberto il Monaco scrisse che Papa Urbano chiese ai cristiani cattolici occidentali di accorrere in aiuto dell'Impero bizantino ortodosso perché «Deus vult» ("Dio lo vuole") e promise a chi avesse risposto l'assoluzione dai peccati, mentre secondo altre fonti, il papa promise una indulgenza. Negli scritti, Urbano pose maggior enfasi sulla riconquista della Terra Santa più che l'aiuto all'imperatore, inoltre il papa parlò di atti terribili presumibilmente commessi dai musulmani. Urbano scrisse a quanti «aspettano nelle Fiandre» che i Turchi, oltre a sconfiggere le «chiese di Dio nelle regioni orientali» conquistarono «la Santa Città di Cristo, abbellita dalla sua passione e risurrezione». Benché il papa non avesse espressamente parlato della riconquista di Gerusalemme, egli esortò alla «liberazione militare» delle Chiese orientali.
Durante la Riforma e la Controriforma del XVI secolo, gli storici occidentali giudicarono le crociate attraverso l'obiettivo delle proprie credenze religiose. I protestanti le considerarono una manifestazione dei mali del papato, mentre i cattolici le ritennero degli sforzi per il bene. Gli storici illuministici del XVIII secolo tendevano a considerare il Medioevo in generale e le crociate in particolare, come degli sforzi di civiltà barbariche guidate dal fanatismo. Questi studiosi misero l'accento sulla bassa condotta morale dei crociati e criticarono i mutamenti degli obbiettivi delle crociate, con riferimento in particolare a quello della quarta crociata che finì per attaccare l'impero bizantino cristiano anziché l'Islam. Questo fatto concluse qualsiasi possibilità di riconciliare lo scisma d'Oriente e contribuendo alla successiva caduta di Costantinopoli a favore degli Ottomani. Nel saggio Declino e caduta dell'Impero romano dello storico inglese del XVIII secolo Edward Gibbon, l'autore scrisse che gli sforzi dei crociati avrebbero potuto essere più orientati verso il miglioramento dei propri paesi.
Il XX secolo vennero realizzate tre importanti opere di analisi storica riguardo alle crociate: una di Steven Runciman, un'altra di René Grousset e un lavoro di più autori pubblicato da Kenneth Setton. In questo periodo, gli storici spesso rispecchiano le critiche già espresse in età illuministica: Runciman scrisse negli anni 1950 che «gli alti ideali erano insanguinati dalla crudeltà e dall'avidità ... la guerra santa non era altro che un lungo atto di intolleranza nel nome di Dio». Secondo Norman Davies, le crociate contraddissero la pace e la tregua di Dio perorate da papa Urbano e rafforzarono la connessione tra la cristianità occidentale, il feudalesimo e il militarismo. La nascita di ordini religiosi militari scandalizzarono i bizantini ortodossi e i crociati saccheggiarono i paesi che attraversavano nei loro viaggi. Violando il loro giuramento di riconsegnare il territorio ai Bizantini, spesso tennero la terra per sé stessi. La Quarta Crociata è stata ampiamente considerata controversa nel suo "tradimento" verso Bisanzio. Allo stesso modo, Norman Housley ha visto la persecuzione degli ebrei nella prima crociata come parte della lunga storia dell'antisemitismo in Europa.
Fino al XVI secolo il mondo musulmano dimostrò scarso interesse verso la cultura europea e incominciò a occuparsi delle crociate dalla metà del XIX secolo. La prima storia delle crociate tradotta in arabo risale al 1865 e nessuno studio di autori musulmani è stato pubblicato prima del 1899. Alla fine del XIX secolo, i cristiani siriani arabi avevano cominciato a tradurre la storia della Francia in arabo, portando alla sostituzione del termine "guerre dell'Ifranj", guerre franche, con al-hurub al Salabiyya, guerre della Croce. Namik Kamel pubblicò la prima biografia di Saladino nel 1872. Nel 1898 la visita a Gerusalemme del Kaiser Guglielmo II di Germania promosse ulteriori interessi tanto che Sayyid Ali al-Harri pubblicò la prima storia araba delle Crociate. Gli intellettuali musulmani, i politici e gli storici tracciarono paralleli tra le crociate e gli sviluppi politici contemporanei, quali il mandato francese della Siria e del Libano, il mandato britannico della Palestina e il fondamento del mandato delle Nazioni Unite per lo Stato di Israele.

### Esplicative
1. ↑  Steven Runciman, Storia delle crociate, Einaudi, Torino, 1966, vol. I, p. 94: «Papa Urbano II ... lanciò il suo grande appello: la Cristianità occidentale si metta in marcia per soccorrere l'Oriente; ricchi e poveri dovrebbero ugualmente partire, dovrebbero smetterla di trucidarsi a vicenda e combattere invece una guerra giusta, compiendo l'opera di Dio; e Dio li avrebbe guidati. Chi fosse morto in battaglia avrebbe ricevuto l'assoluzione e la remissione dei peccati».
2. ↑  La visione cristiana di guerra santa alla base dell'ideologia di crociata trova una sua espressione particolarmente significativa nel Trattato De laude novae militiae ad Milites Templi del monaco cistercense Bernardo di Chiaravalle (più tardi ispiratore della disastrosa Terza crociata): «... I cavalieri di Cristo combattono invece le battaglie del loro Signore e non temono né di peccare uccidendo i nemici, né di dannarsi se sono essi a morire: poiché la morte, quando è data o ricevuta nel nome di Cristo, non comporta alcun peccato e fa guadagnare molta gloria. Nel primo caso infatti si vince per Cristo, nell'altro si vince Cristo stesso: il quale accoglie volentieri la morte del nemico come atto di giustizia, e più volentieri ancora offre se stesso come consolazione al Cavaliere caduto».
3. ↑  Ad esempio Oriana Fallaci che nel suo La forza della ragione (Rizzoli, Milano, 2004, p. 41), affermava: «[Le crociate] furono spedizioni per rientrare in possesso del Santo Sepolcro».
4. ↑  «Essi occuparono la città e massacrarono chiunque incontrassero per le strade e nelle chiese – uomini, donne e bambini - senza risparmiare nessuno. Quindi raggiunsero altre località, saccheggiando e uccidendo tutti gli abitanti che trovavano». Cfr. Bat Ye'or, The Decline of Eastern Christianity Under Islam: From Jihād to Dhimmitude, pp. 271-272.
5. ↑  L'esagerazione delle cifre è inoltre un ben noto fenomeno ricorrente nella polemologia antica e medievale.
6. ↑  Hugh Kennedy, The Age of the Caliphates; Yaḥyā b. Saʿīd al-Antākī, Cronache, a cura di B. Pirone, Milano, Jaca Book, 1998, pp. 217-312. Quest'ultima testimonianza di un cronista lodato dagli studiosi orientalisti per il suo scrupolo è particolarmente rilevante per avvalorare l'ipotesi di instabilità mentale dell'Imam/Califfo fatimide.

L'autore (980-1066) - che mette in luce le deliberazioni spesso fortemente illogiche di al-Hākim - fu un alto prelato cristiano, contemporaneo e testimone diretto di quanto narrato

### Bibliografiche
1. ↑   "Crociate" nell'Enciclopedia Treccani, su treccani.it. URL consultato il 7 maggio 2017.
2. ↑   crociata¹ - Treccani, su Treccani. URL consultato il 15 gennaio 2024.
3. ↑   Alessandro Barbero, Le origini di crociate e jihad, su documentazione.info, 12 ottobre 2020.
4. ↑  Crusade - Online Etymology Dictionary
5. ↑  S. Runciman, op. cit., passim.
6. ↑   Crociate: il Millennio dell’odio (PDF), su meetingrimini.org.
7. ↑  Asbridge, 2012, p. 40.
8. ↑  Giles Constable, "The Historiography of the Crusades", in Angeliki E. Laiou, Roy P. Mottahedeh, The Crusades from the Perspective of Byzantium and the Muslim World, Dumbarton Oaks, 2001, pp. 12–25. ISBN 978-0-88402-277-0.
9. ↑  Jonathan Riley-Smith, What Were the Crusades?, Palgrave Macmillan, 2009, p. 27. ISBN 978-0-230-22069-0.
10. ↑  Norman Davies, Europe – A History, Pimlico, 1997, p. 358. ISBN 0-7126-6633-8.
11. ↑  Le Goff, 1967.
12. ↑  Antonio Brancati, Trebi Pagliarani, Nuovo dialogo con la storia e l'attualità, ed. La Nuova Italia, Firenze, 2015, vol. 1, pp. 49-53.
13. ↑  Citato in: F. Bugani, Giorgina Saffi. Una gentile mazziniana di ferro, Forlì, Cartacanta Editore, 2010, p. 60.
14. ↑  "Il business plan delle Crociate" di Maria Leonarda Leone, Focus storia, n. 140, giugno 2018, pp. 16-19.
15. ↑  Wickham, 2009, p. 280.
16. ↑  Lock, 2006, p. 4.
17. ↑  Hindley, 2004, p. 14.
18. ↑  Pringle, 1999, p. 157.
19. 1 2  Asbridge, 2012, p. 28.
20. ↑  Ivi, p. 275.
21. ↑  Ivi, pp. 276-277.
22. ↑  Tritton, Caliphs and Their Non-Muslim Subjects, p. 227
23. ↑  Moshe Gil, A History of Palestine, p. 376
24. ↑  Gil, op. cit., p. 412
25. ↑  Asbridge, 2012, p. 34.
26. ↑  Pierson, 2009, p. 103.
27. ↑  Hindley, 2004, pp. 20-21.
28. ↑  Slack, 2013, pp. 228-30.
29. ↑  Cohn, 1970, pp. 61, 64.
30. ↑  Slack, 2013, pp. 108-09.
31. ↑  Hindley, 2004, p. 23.
32. ↑  Asbridge, 2012, pp. 43-47.
33. ↑  Hindley, 2004, pp. 30-31.
34. ↑  Asbridge, 2012, pp. 52-56.
35. ↑  Asbridge, 2012, pp. 57-59.
36. ↑  Asbridge, 2012, pp. 59-61.
37. ↑  Asbridge, 2012, pp. 70-71.
38. ↑  Asbridge, 2012, pp. 72-82.
39. ↑  Asbridge, 2012, pp. 146-53.
40. 1 2  Asbridge, 2012, pp. 96-103.
41. ↑  Asbridge, 2012, pp. 104-06.
42. 1 2  Asbridge, 2012, p. 106.
43. 1 2  Tyerman, 2006, pp. 192-94.
44. ↑  Asbridge, 2012, pp. 111-13.
45. ↑  Asbridge, 2012, p. 114.
46. ↑  Lock, 2006, pp. 144-45.
47. ↑  Lock, 2006, pp. 146-47.
48. ↑  Riley-Smith, 2005, pp. 104-05.
49. ↑  Lock, 2006, p. 144.
50. ↑  Hindley, 2004, pp. 71-74.
51. ↑  Hindley, 2004, pp. 77-85.
52. ↑  Tyerman, 2006, pp. 281-88.
53. ↑  Hindley, 2004, p. 77.
54. ↑  Hindley, 2004, pp. 75-77.
55. ↑  Villegas-Aristizabal, 2009, pp. 63-129.
56. ↑  Lock, 2006, p. 148.
57. ↑  Lock, 2006, p. 213.
58. ↑  Lock, 2006, pp. 55-56.
59. ↑  Asbridge, 2012, pp. 266-68.
60. ↑  Asbridge, 2012, pp. 272-75.
61. ↑  Asbridge, 2012, pp. 287-88.
62. ↑  Asbridge, 2012, p. 292.
63. ↑  Asbridge, 2012, pp. 307-08.
64. ↑  Asbridge, 2012, p. 322.
65. ↑  Asbridge, 2012, pp. 333-36.
66. ↑  Asbridge, 2012, pp. 343-57.
67. ↑  Asbridge, 2012, p. 367.
68. 1 2 3  Asbridge, 2012, p. 686.
69. ↑  Asbridge, 2012, pp. 398-405.
70. ↑  Asbridge, 2012, p. 424.
71. ↑  Tyerman, 2007, pp. 35-36.
72. ↑  Asbridge, 2012, pp. 429-30.
73. ↑  Asbridge, 2012, p. 509.
74. ↑  Asbridge, 2012, pp. 512-13.
75. ↑  Lock, 2006, p. 155.
76. ↑  Tyerman, 2006, pp. 502-508.
77. 1 2 3 4  Davies, 1997, pp. 359-60.
78. ↑   Thomas F. Madden, CRUSADERS AND HISTORIANS, su firstthings.com, First Things, giugno 2005. URL consultato il 6 giugno 2017..
79. 1 2  Lock, 2006, pp. 158-159.
80. ↑  Asbridge, 2012, p. 530.
81. ↑  Asbridge, 2012, pp. 533-35.
82. ↑  Lock, 2006, pp. 168-69.
83. ↑  Riley-Smith, 2005, pp. 179-80.
84. 1 2  Hubert Houben, Federico II. Imperatore, uomo, mito, il Mulino, 2009 ISBN 978-88-15-13338-0 (p. 35)
85. ↑   Alvaro Cacciotti e Maria Melli (a cura di), I Francescani e la crociata, Milano, Edizioni Biblioteca Francescana, 2014.
86. ↑  Hindley, 2004, pp. 561-62.
87. ↑  Hubert Houben, Federico II. Imperatore, uomo, mito, il Mulino, 2009 ISBN 978-88-15-13338-0 (p. 31)
88. ↑  Hubert Houben, Federico II. Imperatore, uomo, mito, il Mulino, 2009, ISBN 978-88-15-13338-0 (p. 29)
89. 1 2 3   Crociata - Enciclopedia Federiciania, in Enciclopedia fridericiana, Roma, Istituto dell'Enciclopedia Italiana, 2005..
90. 1 2  Asbridge, 2012, p. 569.
91. ↑  Asbridge, 2012, pp. 574-76.
92. ↑  Tyerman, 2006, pp. 770-75.
93. ↑  Hindley, 2004, pp. 194-95.
94. ↑  Tyerman, 2006, pp. 816-17.
95. 1 2  Runciman, 1958, p. 88.
96. ↑  Asbridge, 2012, pp. 660-64.
97. ↑  Lock, 2006, p. 122.
98. ↑  Asbridge, 2012, p. 656.
99. ↑  Tyerman, 2006, pp. 820-22.
100. 1 2 3  Davies, 1997, p. 362.
101. ↑  Lock, 2006, p. 96.
102. ↑  Lock, 2006, p. 103.
103. ↑  Lock, 2006, pp. 221-22.
104. ↑  Lock, 2006, pp. 104, 221.
105. ↑  Lock, 2006, pp. 163-65.
106. ↑  Lambert, 1977, p. 143.
107. ↑  Lock, 2006, p. 211.
108. ↑  Lock, 2006, pp. 187-88.
109. ↑  Lock, 2006, pp. 195-96.
110. ↑  Lock, 2006, p. 199.
111. ↑  Davies, 1997, p. 448.
112. ↑  Lock, 2006, p. 200.
113. ↑  Lock, 2006, pp. 201-02.
114. ↑  Lock, 2006, pp. 202-03.
115. ↑  Lock, 2006, p. 204.
116. ↑  Davies, 1997, pp. 544-45.
117. ↑  Asbridge, 2012, pp. 147-50.
118. ↑  Riley-Smith, 2005, pp. 50-51, o Outremer.
119. ↑  Davies, 1997, p. 360.
120. ↑  Riley-Smith, 2009, pp. 43-44.
121. ↑  Riley-Smith, 2009, p. 4.
122. ↑  Asbridge, 2012, p. 169.
123. ↑  Asbridge, 2012,  p. 168.
124. ↑  Asbridge, 2012, pp. 169-70.
125. ↑  Davies, 1997, p. 359.
126. ↑  Housley, 2006, pp. 152-54.
127. ↑  Housley, 2006, pp. 147-49.
128. 1 2  Strayer, 1992, p. 143.
129. 1 2  Asbridge, 2012, pp. 667-68.
130. ↑  Nicholson, 2004, pp. 93-94.
131. ↑  Asbridge, 2012, pp. 675-80.
132. ↑  Strack, 2012, pp. 30-45.
133. ↑  Riley-Smith, 1981, p. 38.
134. ↑  Lock, 2006, p. 259.
135. ↑  Davies, 1997, p. 358.
136. 1 2  Kolbaba, 2000, p. 49.
137. 1 2  Vasilev, 1952, p. 408.
138. ↑  Runciman, 1951, p. 480.
139. ↑  Nicolle, 2011, p. 5.
140. ↑  Housley, 2006, pp. 161-63.
141. ↑  Nicholson, 2004, p. 95.
142. ↑  Asbridge, 2012, pp. 674-75.